# Ganso
Ganso é um nome comum para diversas espécies de aves aquáticas da família Anatidae. Esse grupo compreende aos gêneros Anser e Branta. Algumas outras aves, como as Tadornas, tem a palavra "ganso" em seus nomes. Seus parentes mais próximos são os cisnes (maiores que os gansos verdadeiros) e os patos (menores).

## Etimologia

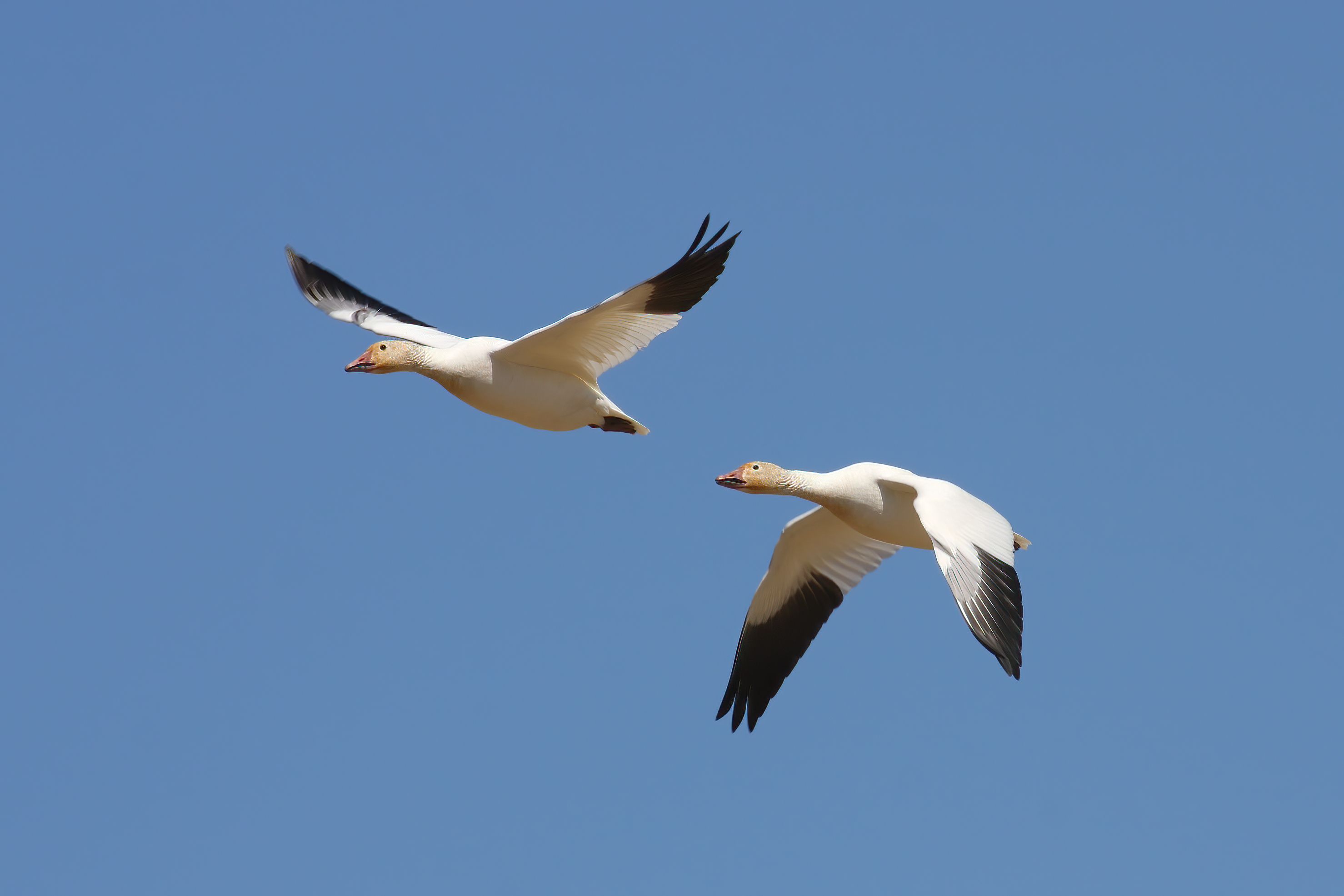
Ganso-das-neves (Anser caerulescens) em Quebec, Canada

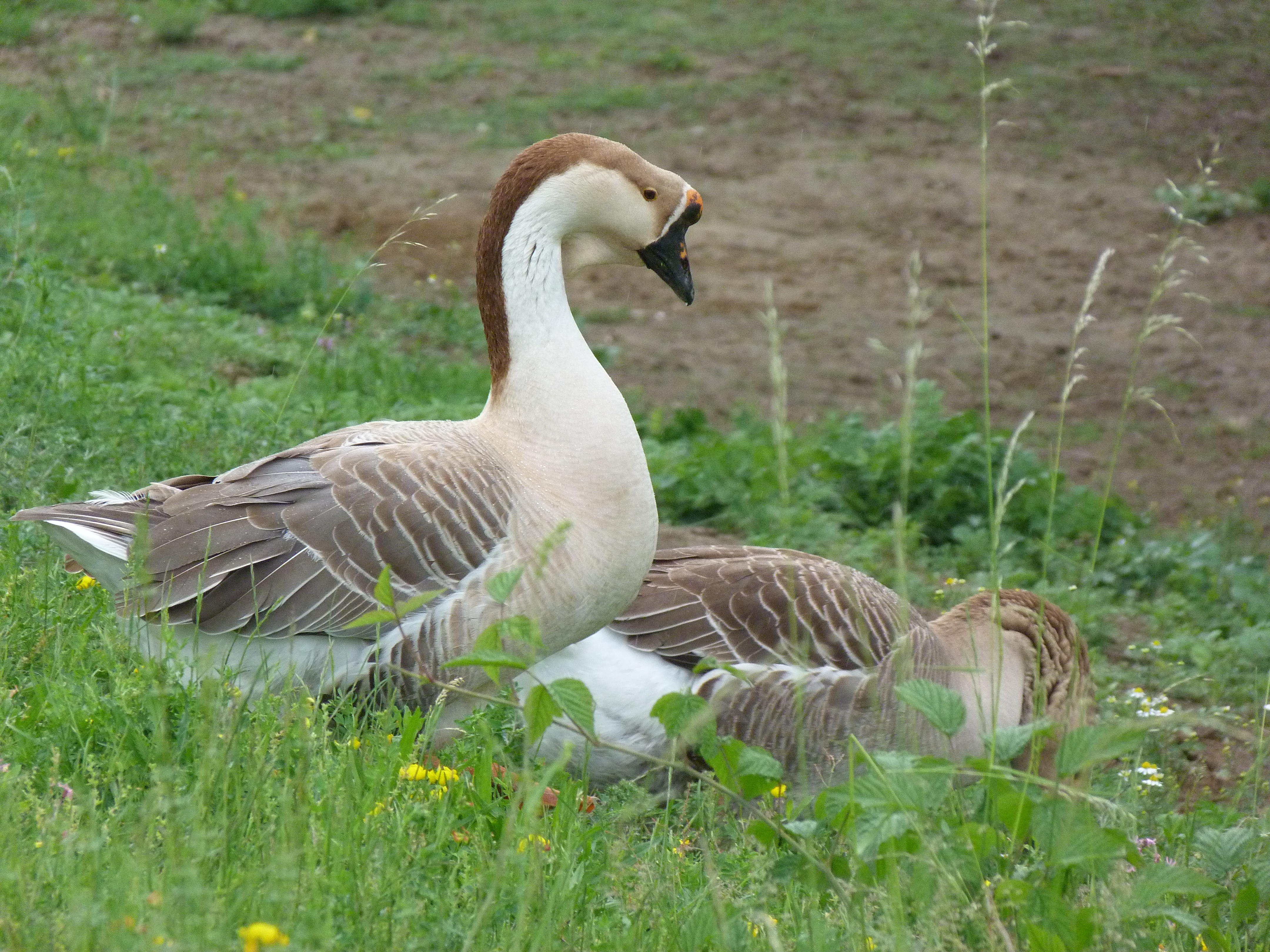
Ganso-chinês (Anser cygnoides domesticus), forma doméstica do Ganso-cisne (Anser cygnoides)

O substantivo ganso deriva do vocábulo da língua gótica gans. Em português, a fêmea é chamada de gansa e seus filhotes são chamados de gansinhos.

## Taxonomia
Os dois gêneros de gansos verdadeiros são: Anser(gansos cinzentos e gansos brancos como o Ganso-bravo e Ganso-nevado) e Branta(gansos com a presença de penas pretas, como o Ganso-canadense), estes dois gêneros foram incluídos na subfamília Anserinae ao lado do gênero Cygnus que corresponde aos cisnes. Outros dois gêneros foram colocados provisoriamente em Anserinae, mas estes podem pertencer às Tadornas ou até mesmo formar uma subfamília a parte: a Cereopsis(Ganso-de-Cape-Barren) e Cnemiornis(o pré-histórico Ganso-neozelandês). Estes ou o Coscoroba são os parentes vivos mais próximos dos gansos.
As espécies dos dois gêneros de gansos verdadeiros são todas nativas do Hemisfério norte. O gênero Anser possui 11 espécies vivas. O gênero Branta possui 6 espécies vivas.
É difícil atribuir um gênero a fósseis de gansos verdadeiros; tudo o que pode ser dito é que seus registros fósseis, particularmente na América do Norte, são densos e documentam de forma abrangente muitas espécies diferentes de gansos verdadeiros que existiam há cerca de 10 milhões de anos, durante o Mioceno. O "Anser atavus"(que significa "ganso progenitor") de há cerca de 12 milhões de anos tinha ainda mais Plesiomorfias em comum com os cisnes. Além disso, alguns pássaros parecidos com gansos foram reconhecidos a partir de sub-fósseis encontrados nas ilhas do Havaí.
Os fósseis dos gansos encontrados correspondem a aves que viveram há entre 10 e 12 milhões de anos. Fósseis encontrados na região de Gargano, no centro da Itália sugerem a existência de uma ave pré-histórica relacionada aos gansos que tinha até 1,5m de altura; as evidências mostram que essa ave não voava, ao contrário dos gansos modernos.

### Os gansos domésticos
A grande variedade de espécies passou pelo experimento da domesticação, porém, em maior escala, o Ganso-bravo(Anser anser) deu origem às raças da Europa. O Ganso-africano(Anser cygnoides) também tem uma longa história de domesticação, principalmente na Ásia. Portanto, todas as raças conhecidas de ganso-doméstico são provenientes dessas duas espécies.
Essa domesticação ocorreu há cerca de 4 mil anos, no Egito. Em cativeiro essas aves podem viver até 50 anos e sua criação se dá por diversos motivos: como animal de estimação, produção de penas para ornamentação e travesseiros, como alimento e também como animais de guarda, pois emitem chamadas estridentes quando percebem estranhos em seu lugar de moradia.
A partir da domesticação, surgiram muitas raças de ganso doméstico. Algumas delas podem chegar a pesar até 10kg. Podemos listar alguns:
- Ganso-chinês - também conhecido como Ganso-sinaleiro, se originou na China a partir da domesticação do ganso-africano. Ele tem plumagem igual a de seu ancestral selvagem, porém mais gordo e com uma proeminente saliência acima do bico. Há variações deste que podem ser brancas. Ele pode chegar a 5,4kg.
- Ganso-de-Emden - originário da Alemanha, é a mais antiga espécie domesticada nessa área. Selecionado através do Ganso-bravo, consiste em um ganso de plumagem branca e bico e patas alaranjados. Pode chegar a pesar até 12kg
- Ganso-Toulouse - originário da região francesa de Toulouse, foi originado a partir do Ganso-bravo. Consiste de um ganso de aparência rechonchuda, com plumagem similar ao seu ancestral.
- Ganso-de-Twente - de origem na região neerlandesa de Twente, consiste num ganso branco com mancha cinza na cabeça, pode chegar a 6kg.

## Características
Os gansos têm pescoço médio e um bico mais cônico. Na parte superior do bico tem a presença das lamelas, que são como uma borda serrilhada que serve para segurar alimentos. Se os compararmos com seus parentes mais próximos, eles são menores e mais compactos que os cisnes, porém maiores que os patos.
Não há dimorfismo sexual evidente, à exceção da barriga das fêmeas é mais proeminente, principalmente em época de reprodução. As aves adultas fazem muda de penas de voo todas ao mesmo tempo e isso coincide com o período em que os filhotes estão pequenos. Eles atingem a fertilidade a partir de 3 anos de idade e podem viver até os 30 anos na natureza e 50 anos em cativeiro. Eles medem entre 64cm e 1,14m e são originários do Hemisfério Norte.

## Comportamento

### Alimentação
A maioria dos gansos consomem principalmente vegetais, complementando sua alimentação com moluscos e pequenos insetos. Eles também foram observados comendo moluscos de concha, os quais poderiam ser fonte de cálcio para a produção dos ovos ou desintoxicação.

### Reprodução
Gansos são animais monogâmicos, formando casais permanentes ao longo do ano; e, ao contrário de outras aves monogâmicas, ele só é territorial em época de reprodução.
A maioria das espécies começa a se reproduzir a partir do oitavo ou nono mês de idade, que geralmente acontece entre Julho e Dezembro. Na primeira postura as gansas colocam até 20 ovos que são chocados por 28 a 32 dias.

### Voo
Os gansos voam em bandos e costumam emitir chamados para encorajar seus parceiros a manter uma formação em V e também para comunicação entre si.

### Migrações
Gansos como o Ganso-canadense não migram sempre. Alguns membros da espécie se movem para o sul apenas para garantir suprimento de água e alimentos. Quando colonos europeus chegaram à América os gansos eram presas fáceis e tiveram populações quase exterminadas. As espécies foram reintroduzidas em todo o norte dos Estados Unidos e suas populações vem crescendo desde então.
Os gansos tipicamente migram no outono e, para se prepararem para essa viagem eles iniciam ainda no verão o processo de muda, onde trocam suas penas. Nesse período em que estão trocando as penas eles perdem sua capacidade de voo e passam mais tempo nas águas como forma de proteção. Os filhotes que nascem na primavera geralmente já conseguem acompanhar a migração do outono. Nesse período de preparação eles também passam a comer mais.
Os gansos migratórios, ao contrário de outras aves que migram, esperam até que seu ambiente não seja mais capaz de fornecer recursos para poder viajarem. Na viagem, os gansos se lembram dos pontos de referência e utilizam o sol e a lua e também a experiência em outras épocas para seguir adiante. Para se orientarem eles utilizam dos campos magnéticos da terra. Diferentes bandos da mesma área geralmente viajam ao longo do mesmo percurso. Durante a viagem eles podem fazer pausas em pontos comuns para que ganhem gordura que foi perdida durante o voo. Os gansos podem ajustar e acomodar seus hábitos de migração pelas mudanças no ambiente.  Em apenas 24 horas o ganso-do-canadá pode percorrer até 2 414km
Assim como outras aves, os gansos voam na Formação V. Durante o voo a comunicação entre eles é importante e a formação em V facilita isso. Eles usam essa técnica por duas razões: diminuir a perda de energia e manter o controle de cada um na formação. As aves que ficam atrás na formação usam as bolsas de ar formadas pelo movimento das aves da frente como ajuda para mantê-los no ar. Cada ave dá uma volta na frente da formação para garantir voos mais longos com menos paradas. Esse revezamento permite que as aves da frente tenham algum descanso. Geralmente as aves mais velhas ficam na frente da formação e as mais jovens ficam atrás. A posição das aves e seus movimentos durante o voo são importantes para que a formação permaneça e funcione.

## Na cultura

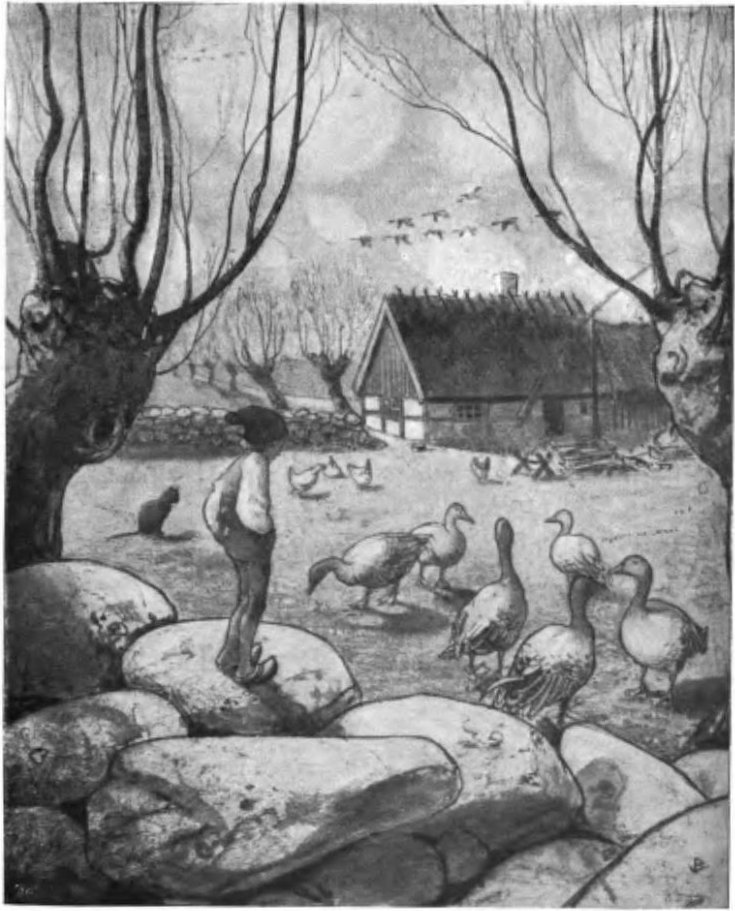
Ilustração do conto A Maravilhosa Viagem de Nils Holgersson através da Suécia

### Na mitologia
Na mitologia grega a deusa Afrodite foi várias vezes representada andando em uma carruagem que era puxada por gansos ou cisnes. Entre os gauleses era a deusa Belisama quem era assim representada. Enquanto os Romanos o associavam em cultos a Minerva.
Na mitologia hindu, o ganso é representado como um dos veículos da divindade Brama(o deus-criador), que teria nascido de um ovo de ouro e gerado o universo.
Nas Américas o ganso era um dos totens dos Povos ameríndios. Na China, o ganso é considerado um princípio Yang que ilumina a natureza. Há povos para os quais o ganso simboliza o casamento, onde o marido deve presentear com um ganso ao assinar o contrato de noivado.

### Lendas e Literatura
O romance A Maravilhosa Viagem de Nils Holgersson através da Suécia de Selma Lagerlöf retrata a jornada de uma criança que foi encolhida magicamente e foi levada pelo ganso da sua fazenda em viagem com gansos selvagens que migravam para a Lapônia por toda a Suécia.
Uma fábula de Esopo conta que um fazendeiro tinha uma gansa que botava ovos de ouro e então ele decidiu matá-la para tentar obter todos os ovos de uma vez só o feito só o fez perder suas riquezas. Foi baseado nesse conto que La Fontaine escreveu "A galinha dos ovos de ouro".

### Arqueologia e História
Tito Lívio narrou que teriam sido os gansos que salvaram a cidadela de Capitólio de ser atacada pelos gauleses. Os animais teriam alertado os habitantes com seus chamados de alerta. O suposto episódio ficou conhecido como "Os gansos do Capitólio".
No Egito, os Gansos de Meidum são a mais antiga representação aos gansos.

### Como alimento
Em geral sua carne e seus ovos não são muito apreciados, por outro lado, seus miúdos o são, principalmente seu fígado. No norte europeu, comer um ganso é uma tradição do dia de São Martinho, em 11 de Novembro, quando os gansos estão mais gordos. Essa tradição se deu pelo factoide austríaco de que São Martinho teria se escondido entre os gansos para não ser nomeado bispo e as aves acabaram o entregando.
O ganso é também utilizado como fonte do Foie gras, que consiste num fígado hipertrofiado com células lipídicas de aves alimentadas de forme exagerada. Este é uma iguaria originária da França de onde se difundiu. O fígado do animal pode chegar a pesar 2kg com até 65% de gordura. Os métodos utilizados para se obter essa iguaria levaram grupos de defesa dos animais a protestarem contra sua prática o que inclusive levou a proibição de seu consumo em alguns lugares.

### Na Arte

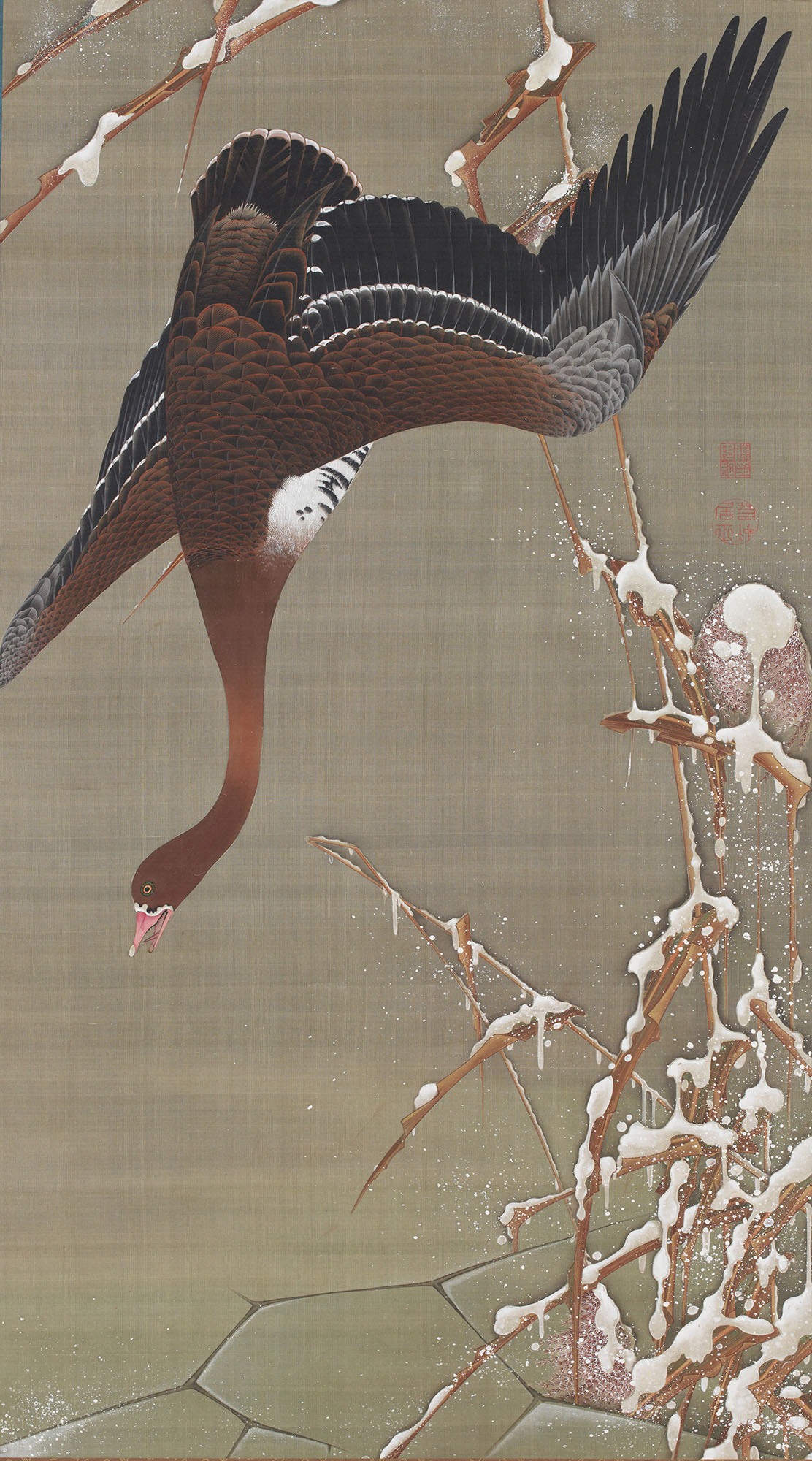
Pintura de Itō Jakuchū
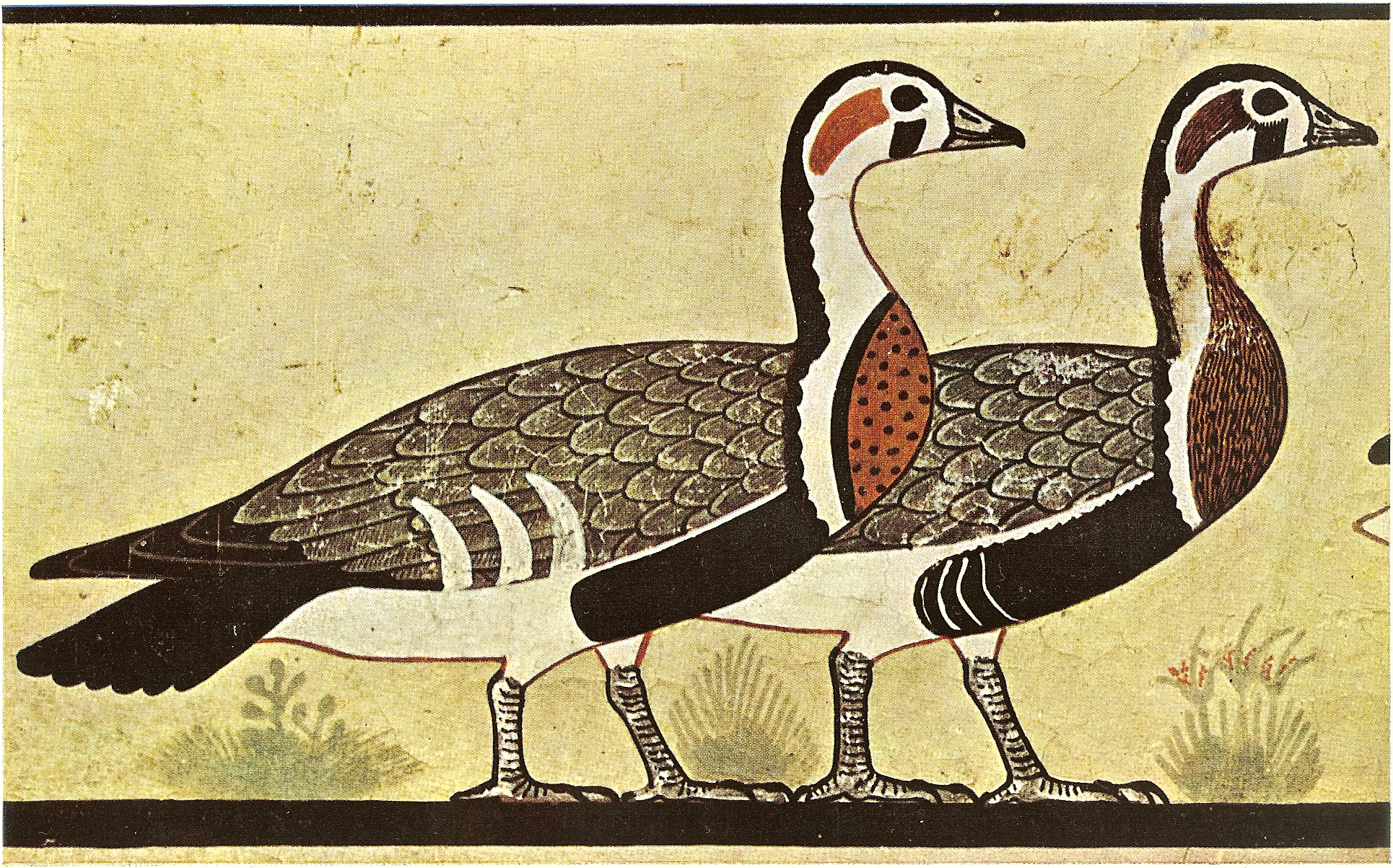
Gansos de Meidum
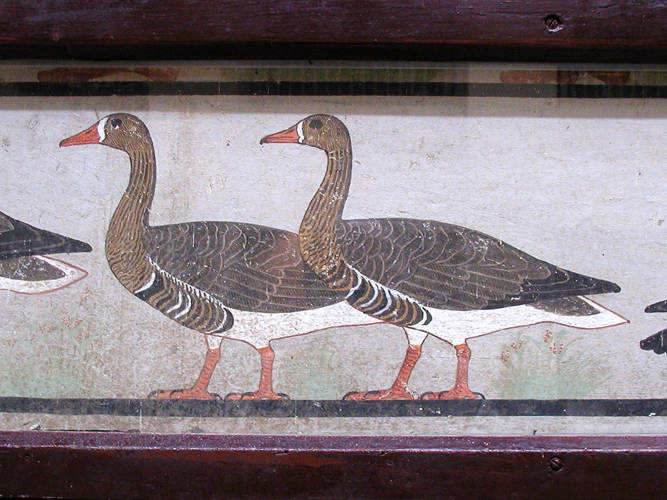
Gansos de Meidum
Gansos de Meidum (completo)
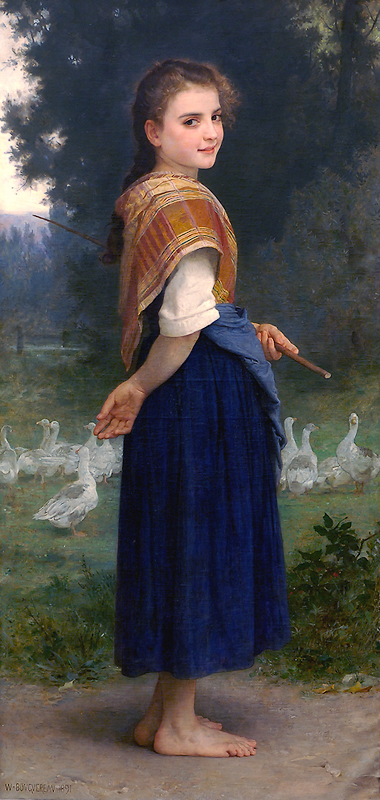
A menina dos Gansos, pintura realista de William-Adolphe Bouguereau
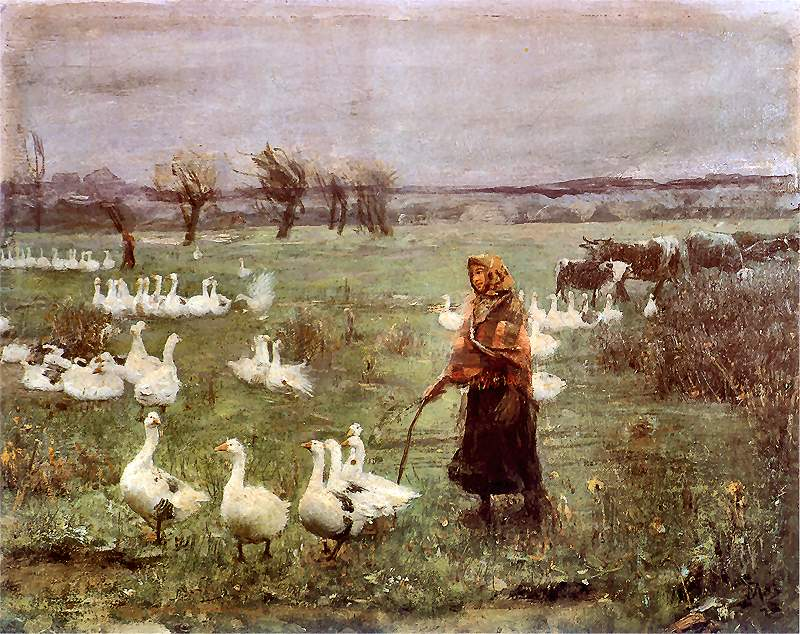
A pastora de Gansos - Teodor Axentowicz, 1883.
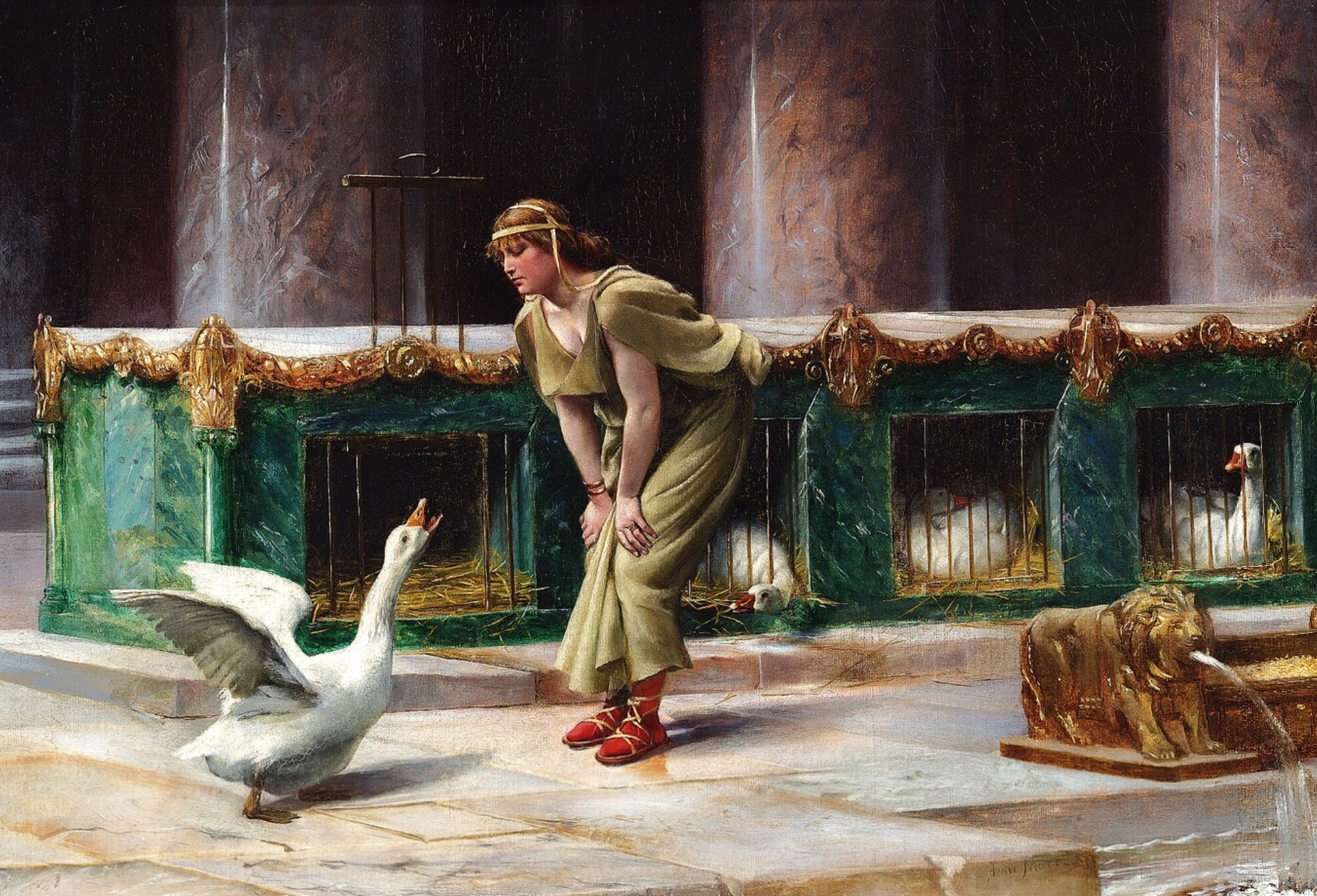
Os gansos do Capitólio - 1889.
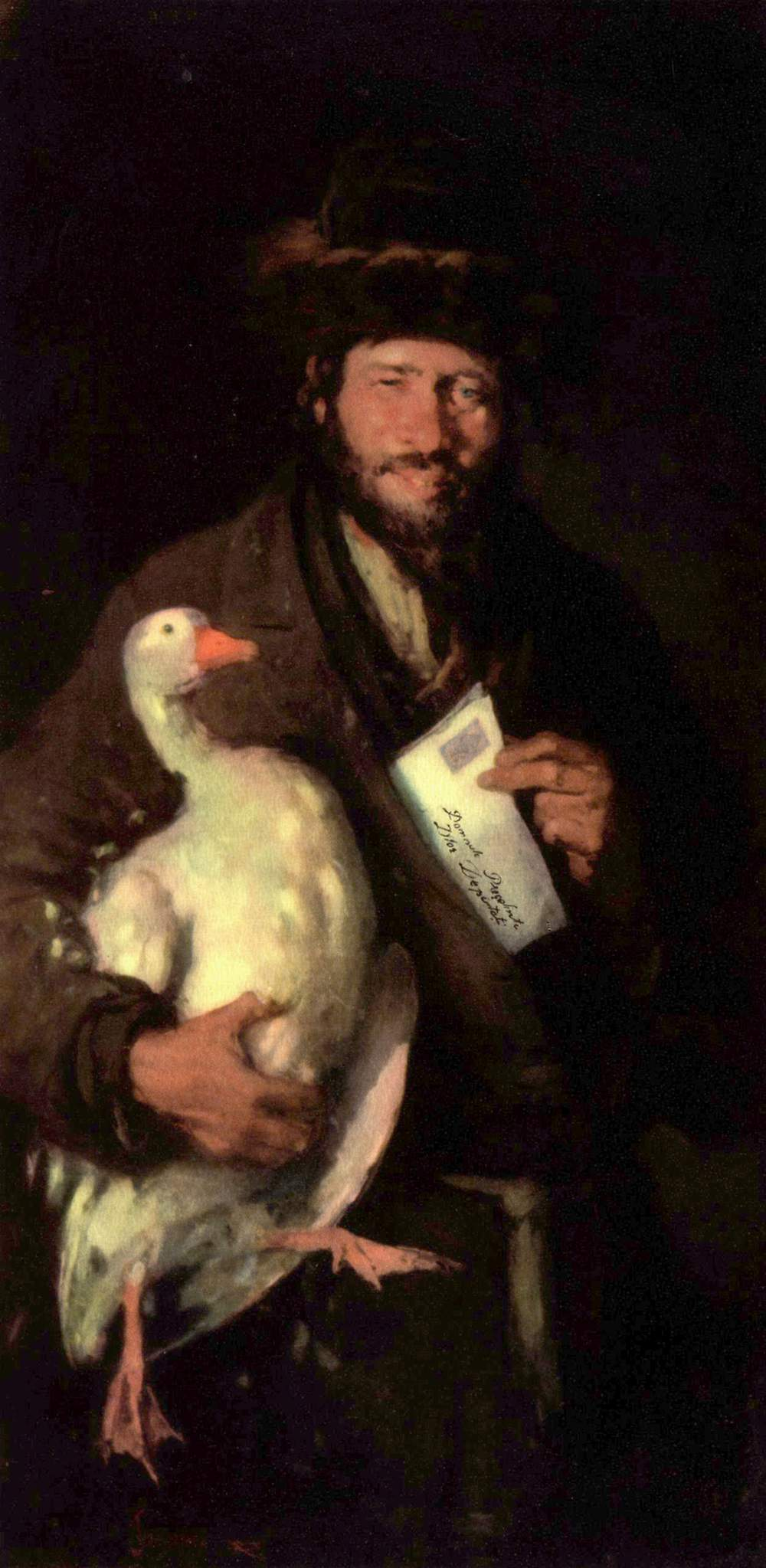
O judeu e o ganso - Nicolae Grigorescu, 1880.
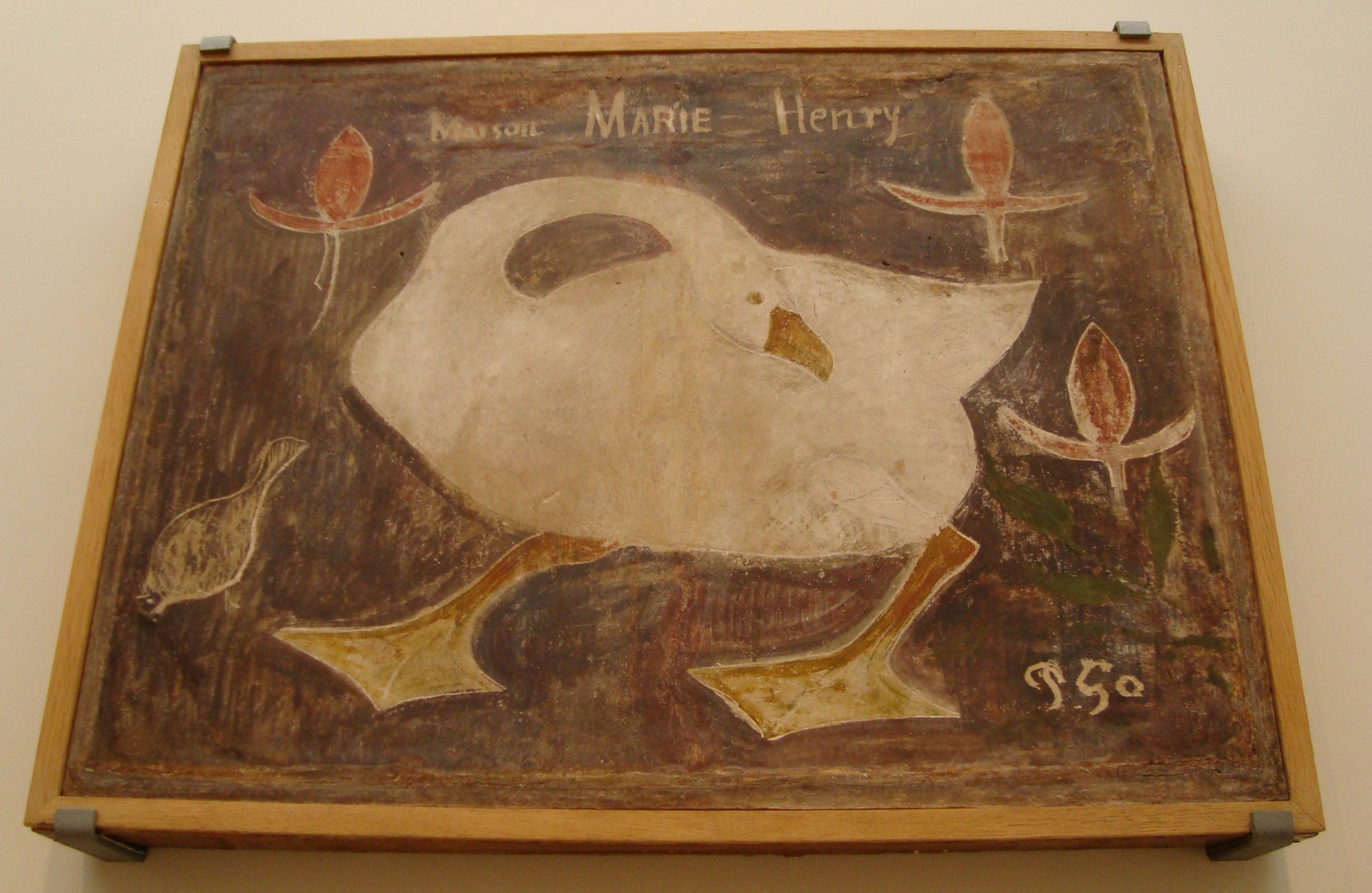
Ganso de Paul Gauguin.
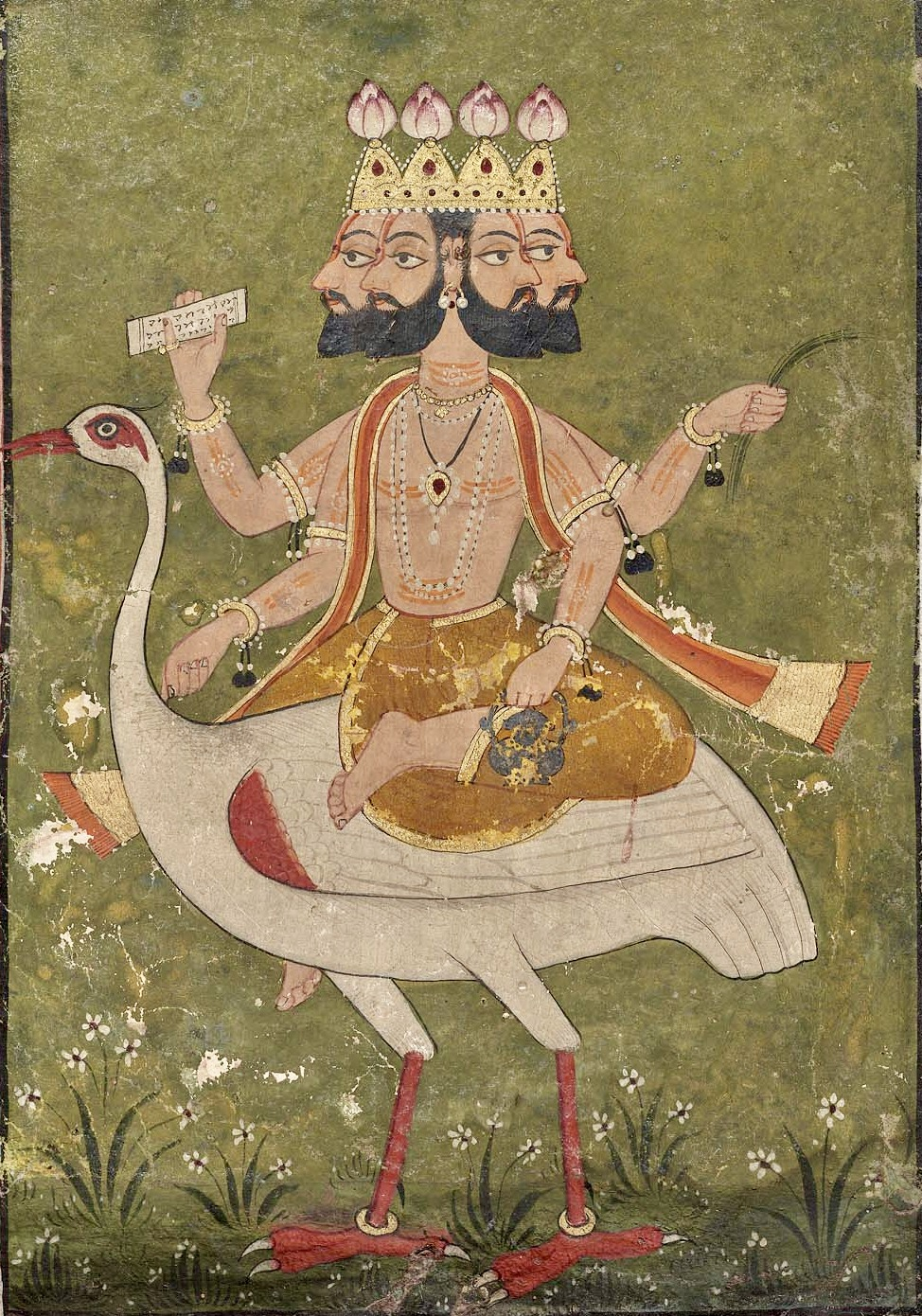
Divindade hindu Brahma montada em seu ganso.

### Heráldica

Brasão de armas de Polvijärvi (Finlândia)

## Galeria

### GêneroAnser

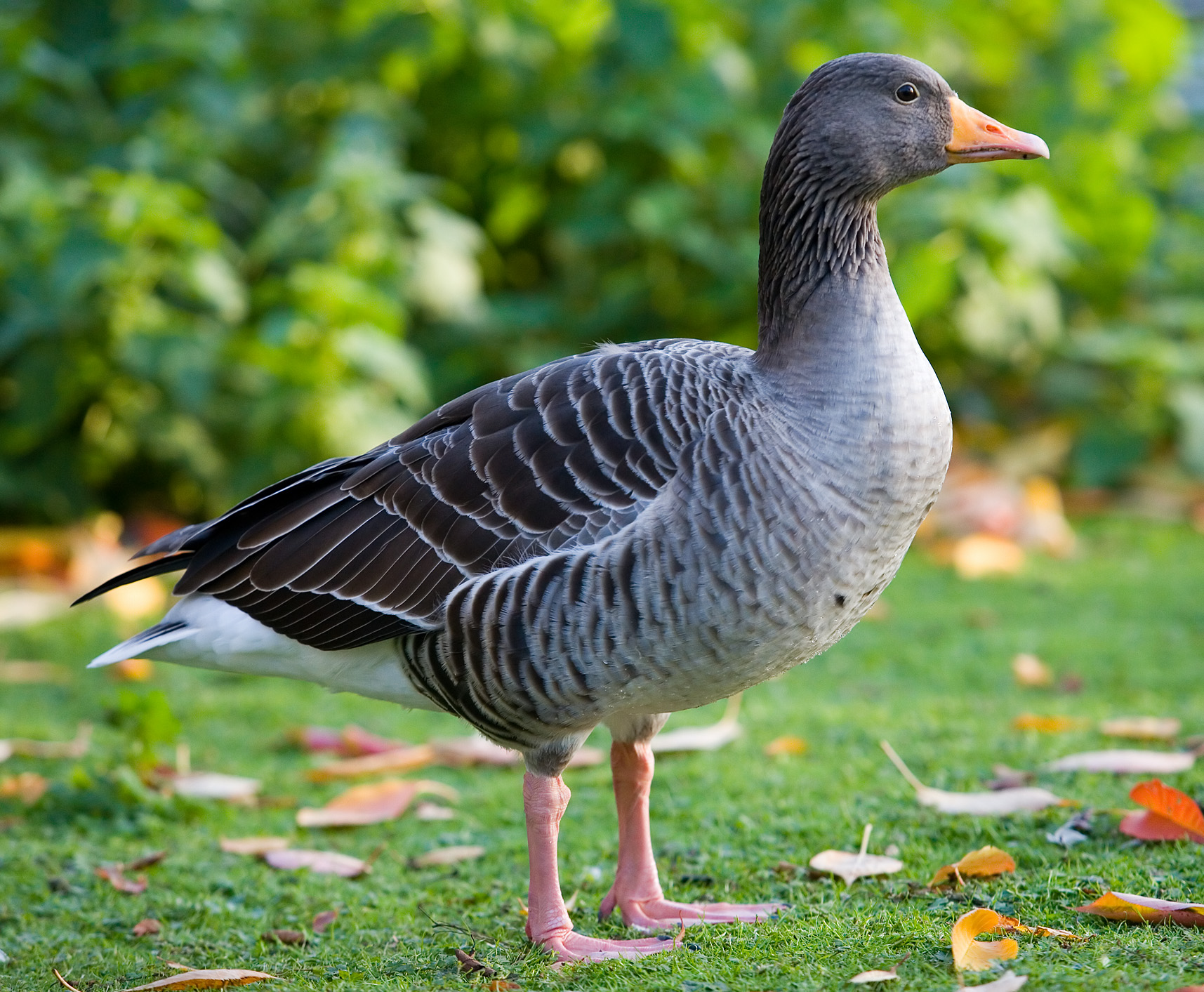
Um exemplar de Ganso-bravo(Anser anser)
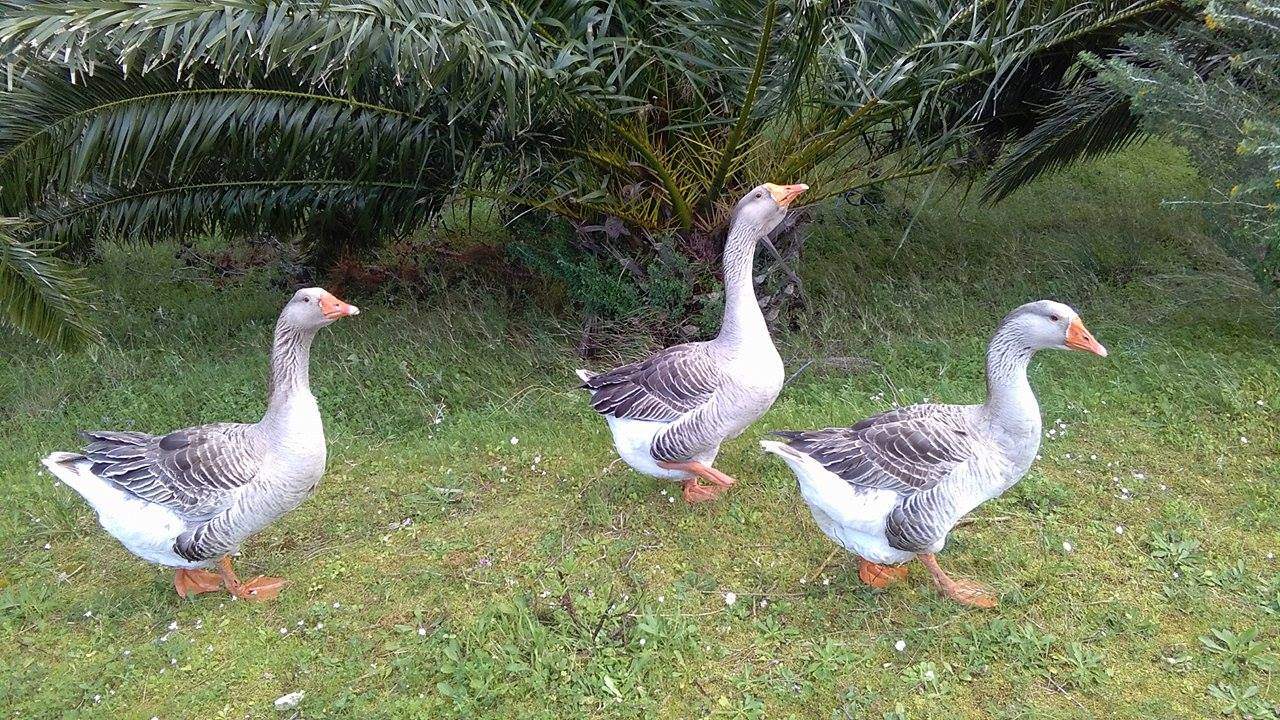
Três gansos domésticos descendentes do Ganso-bravo
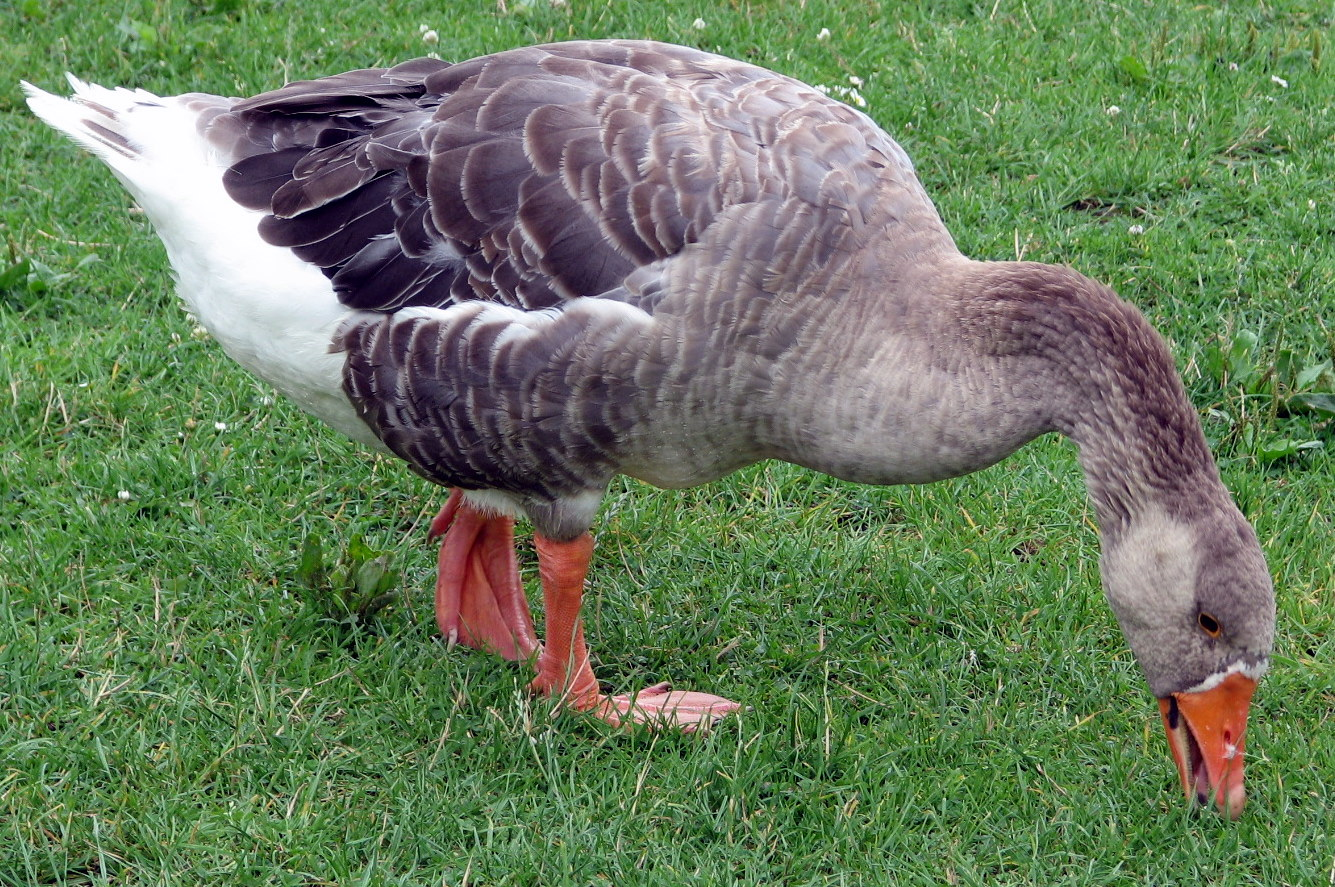
Fruto do cruzamento entre um ganso-bravo selvagem e um ganso-cisne doméstico.
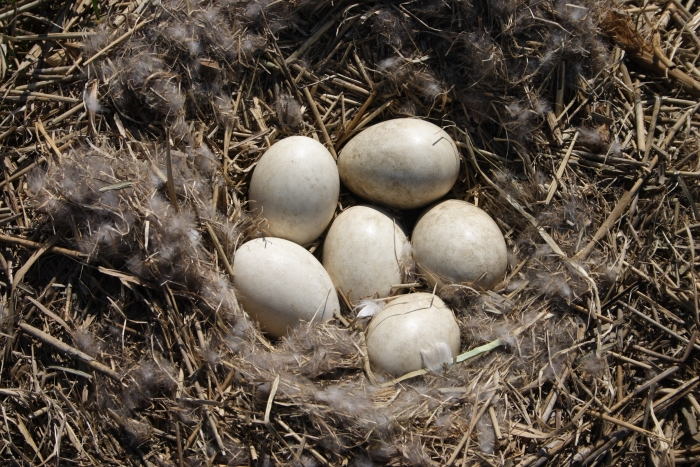
Ninho de Ganso-bravo, na Hungria.
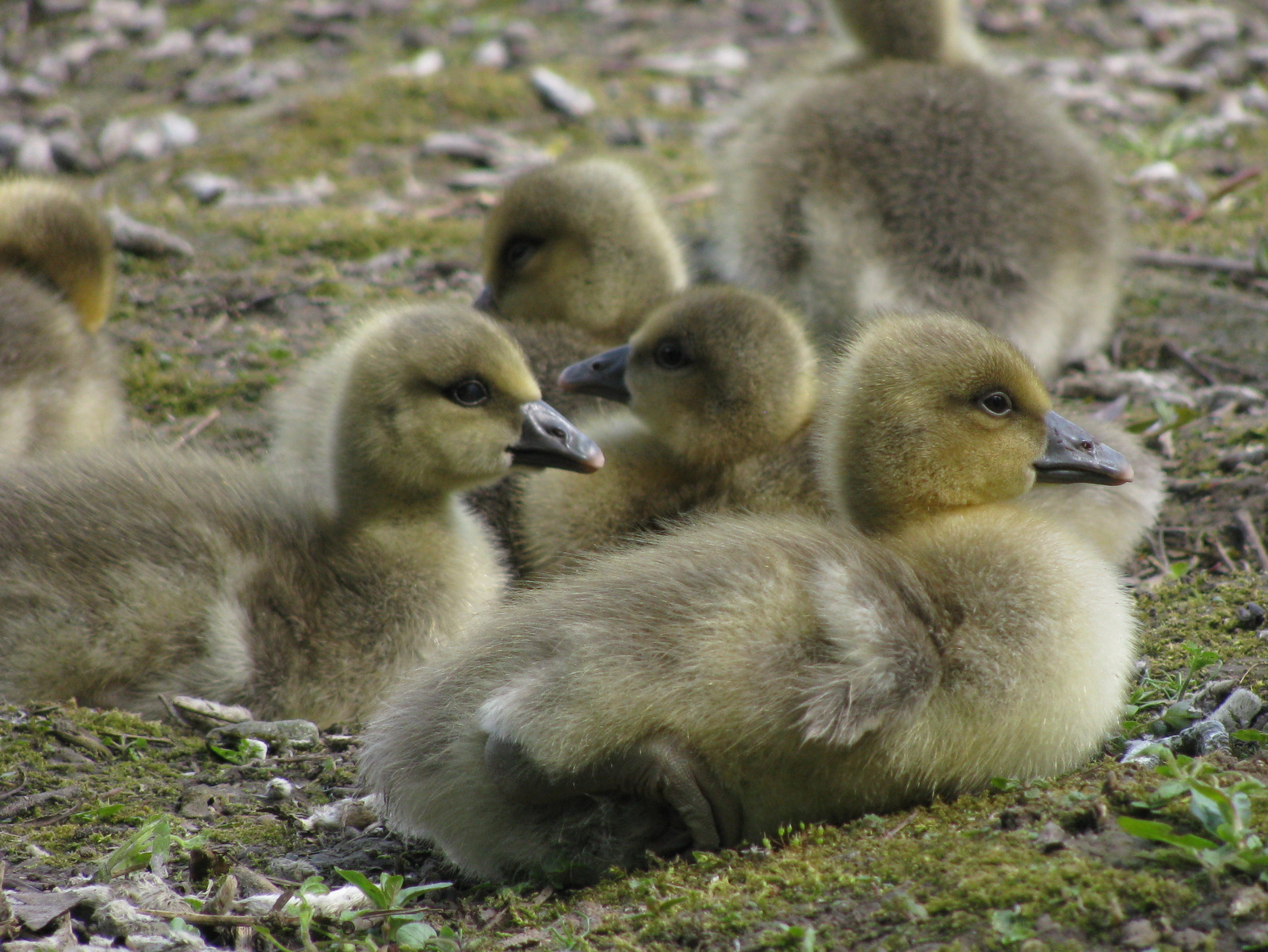
Filhotes de Ganso-bravo
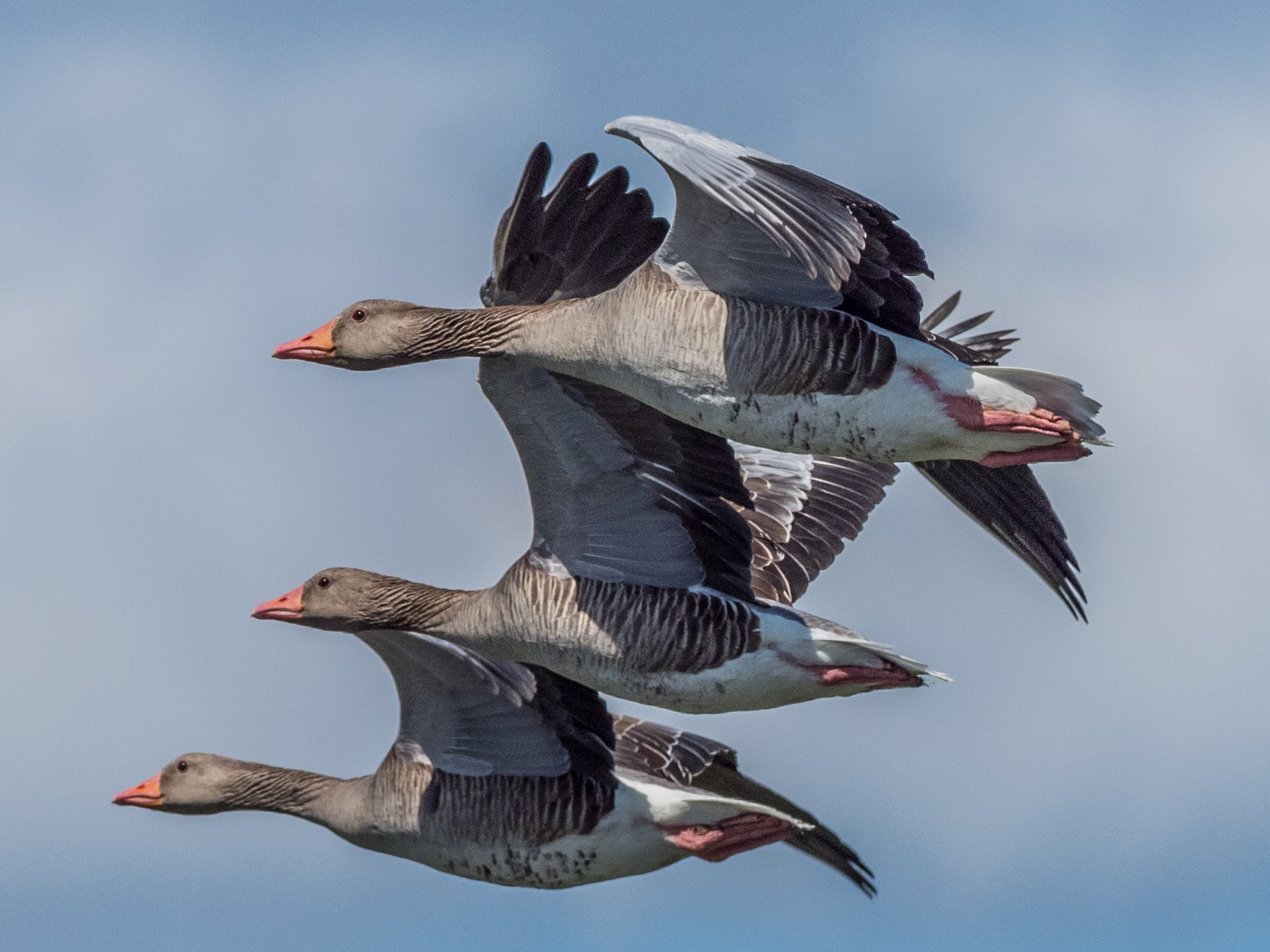
Gansos-bravos em voo.
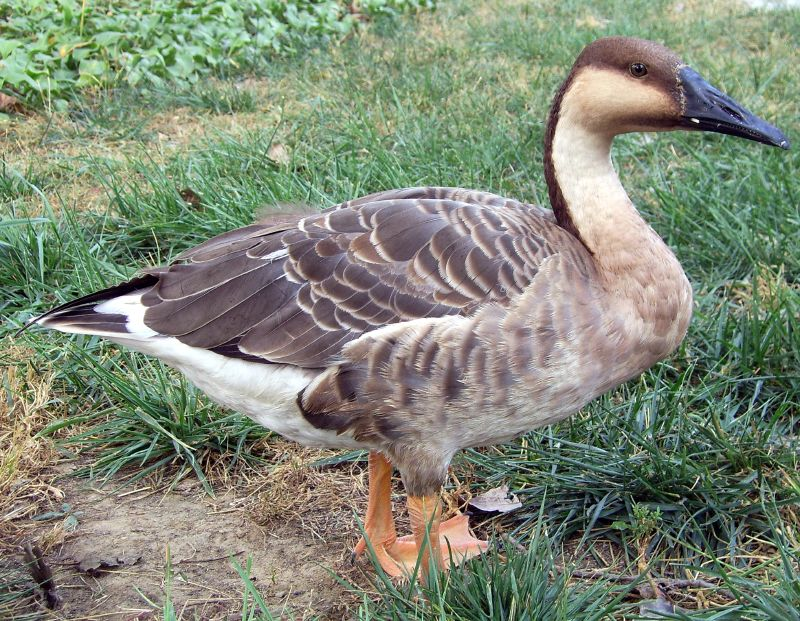
O Ganso-cisne (Anser cygnoides), a outra vertente domesticada.
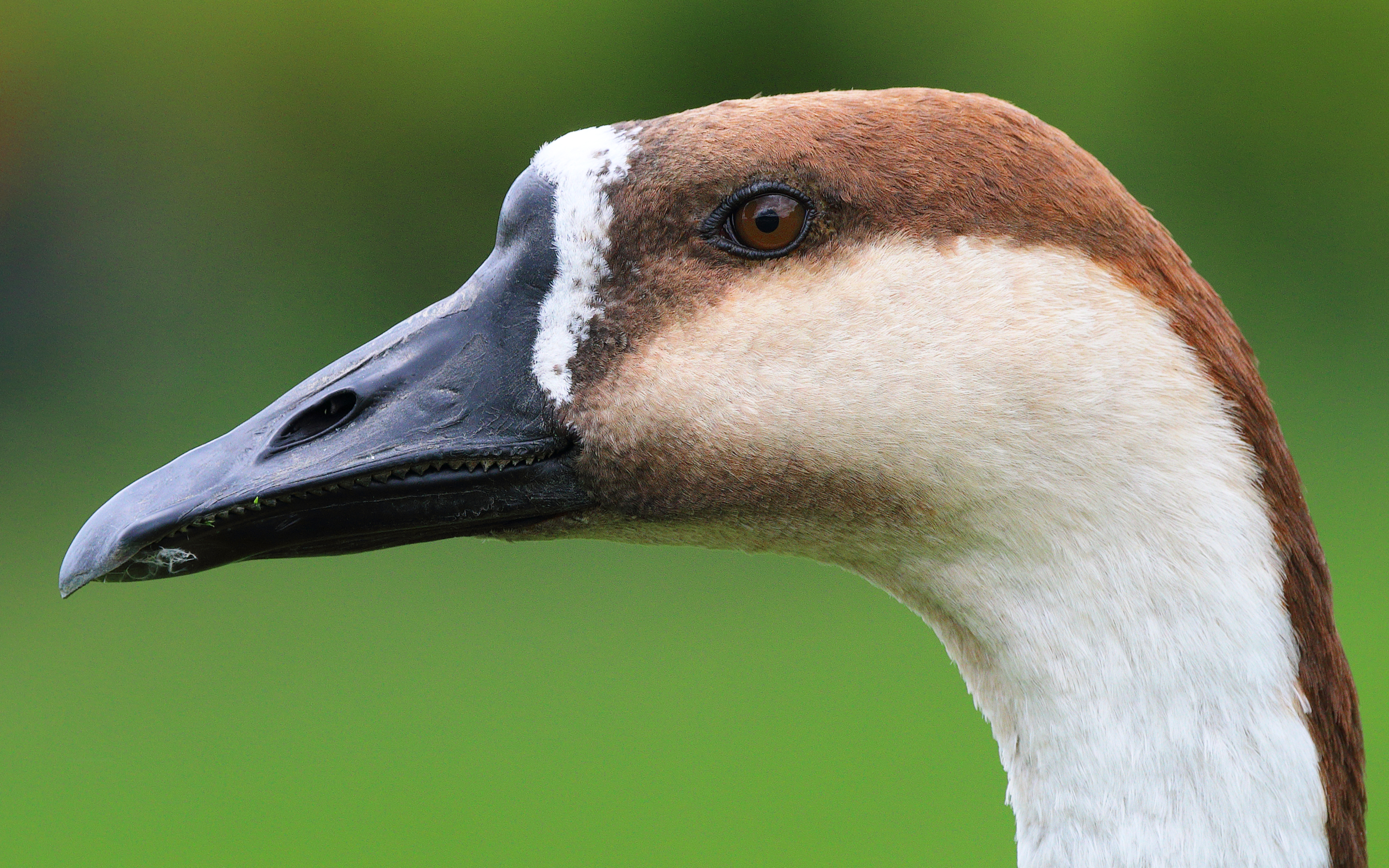
A cabeça do Ganso-cisne, ou ganso-africano.
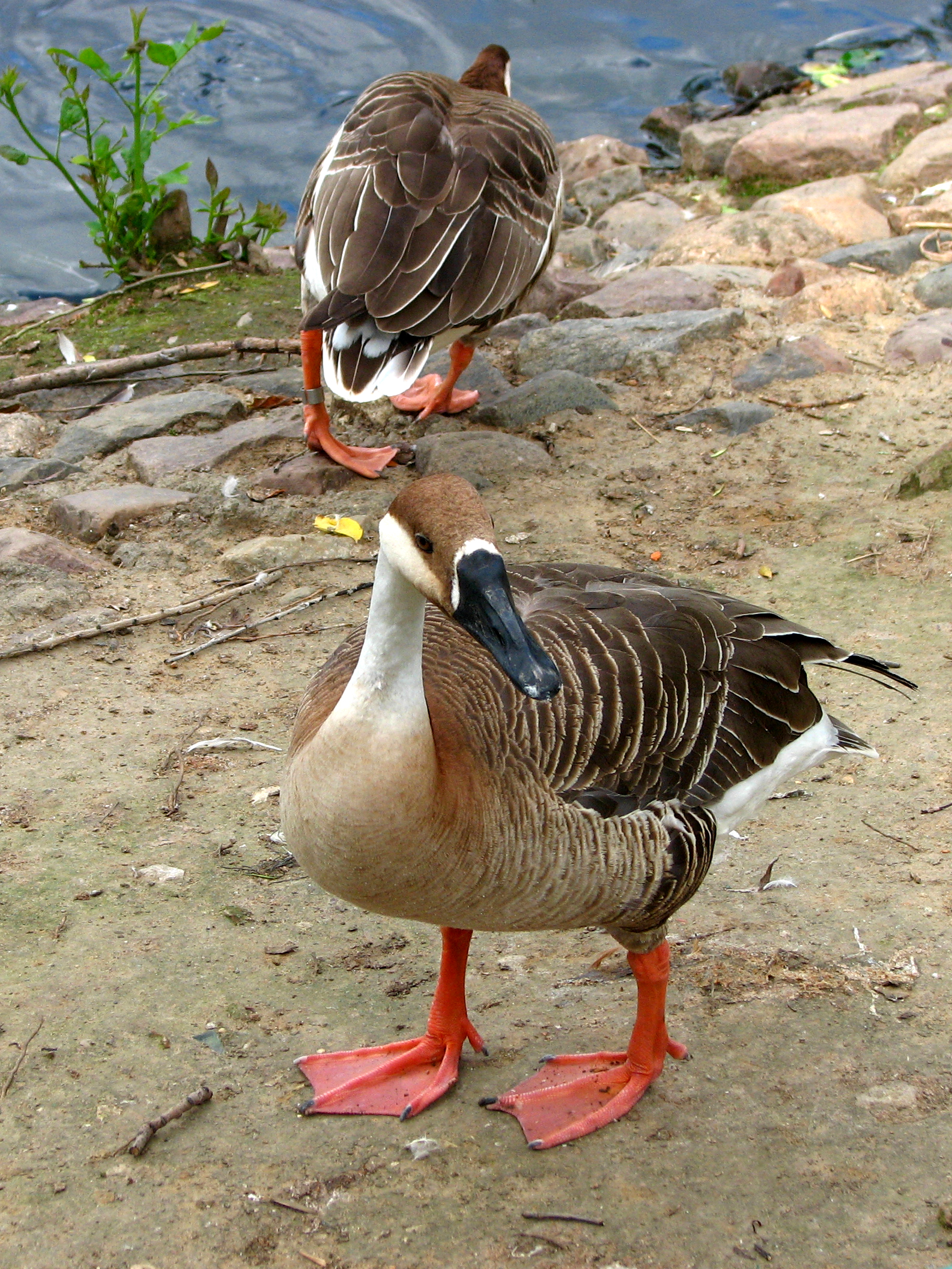
O Ganso-cisne.
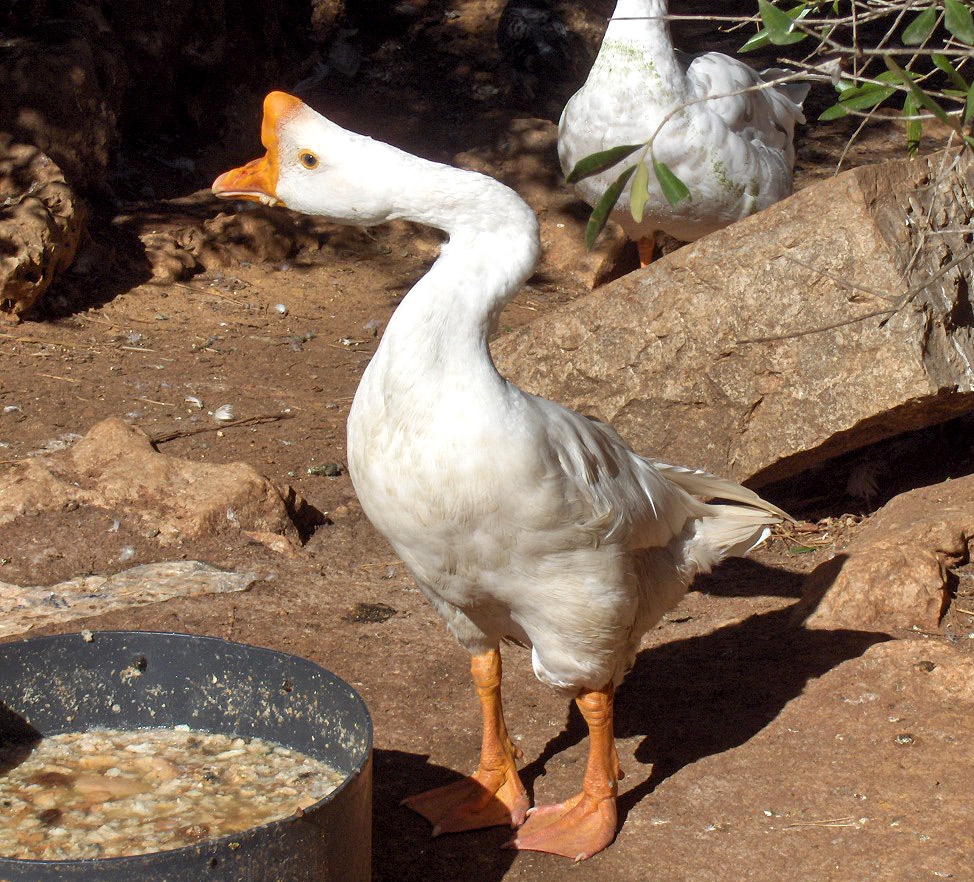
Um ganso-chinês branco, descendente do Ganso-cisne domesticado.
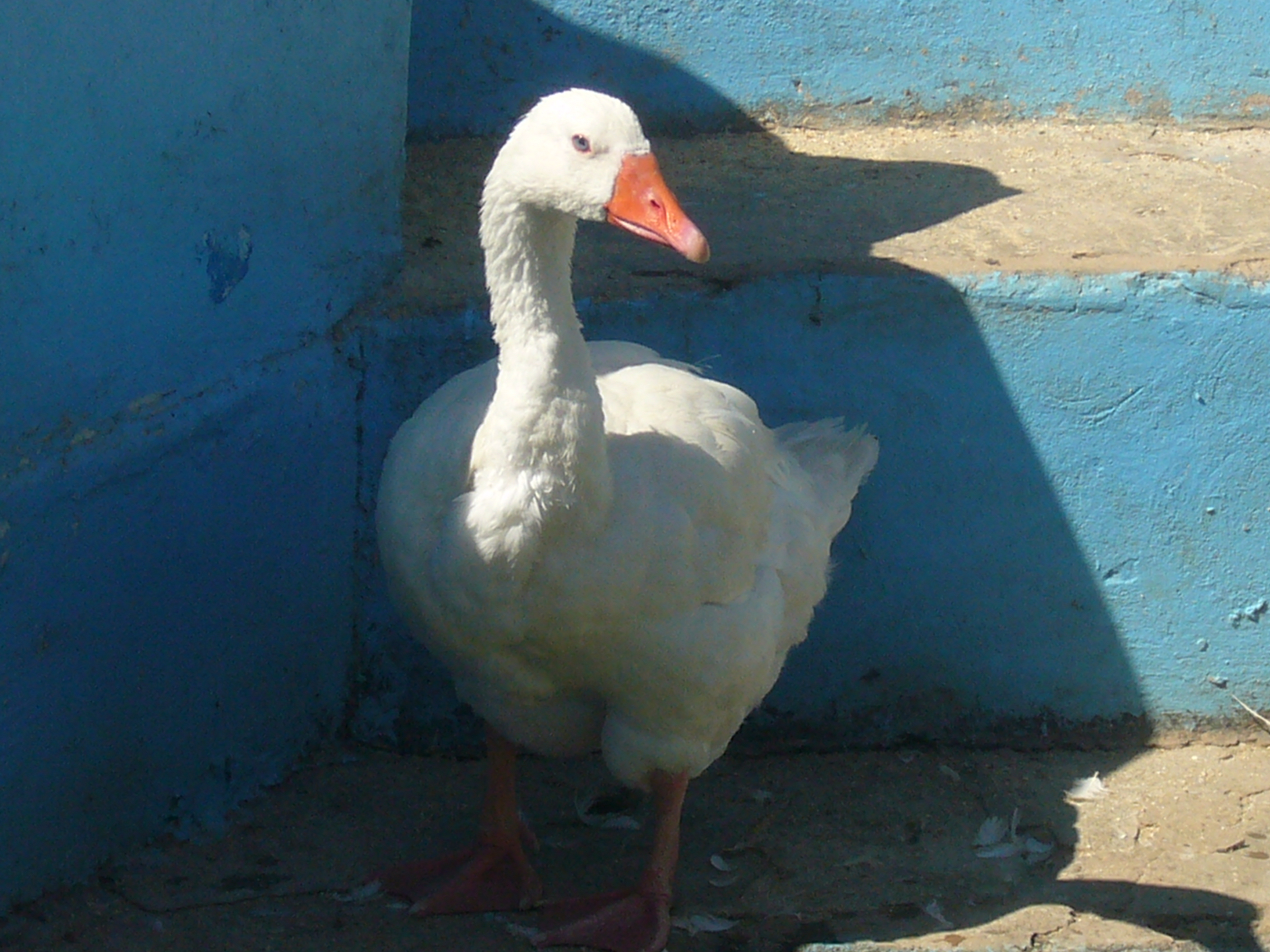
Ganso-doméstico.
Bando de gansos-domésticos.
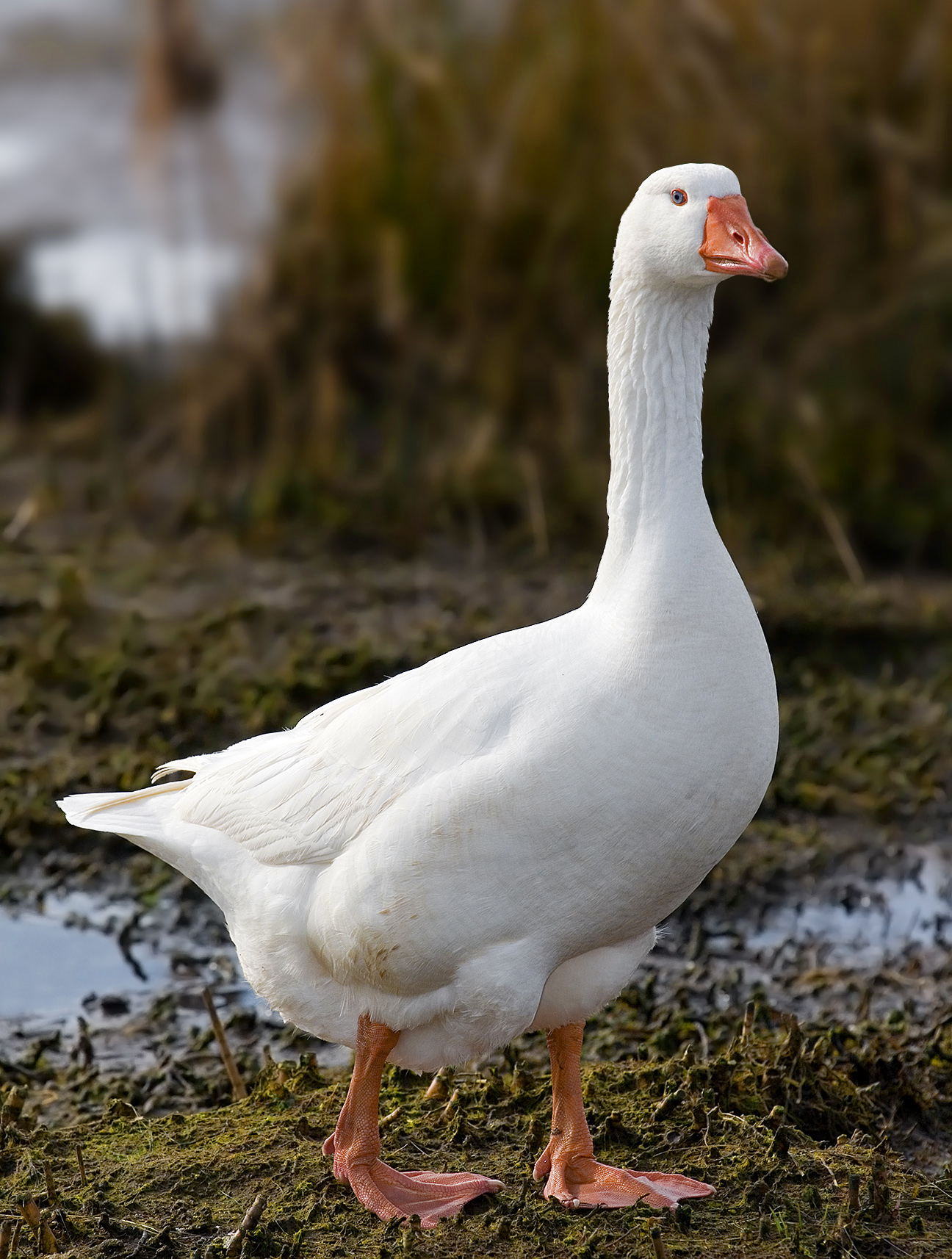
Ganso-doméstico (Anser anser domesticus) descendente do Ganso-bravo.
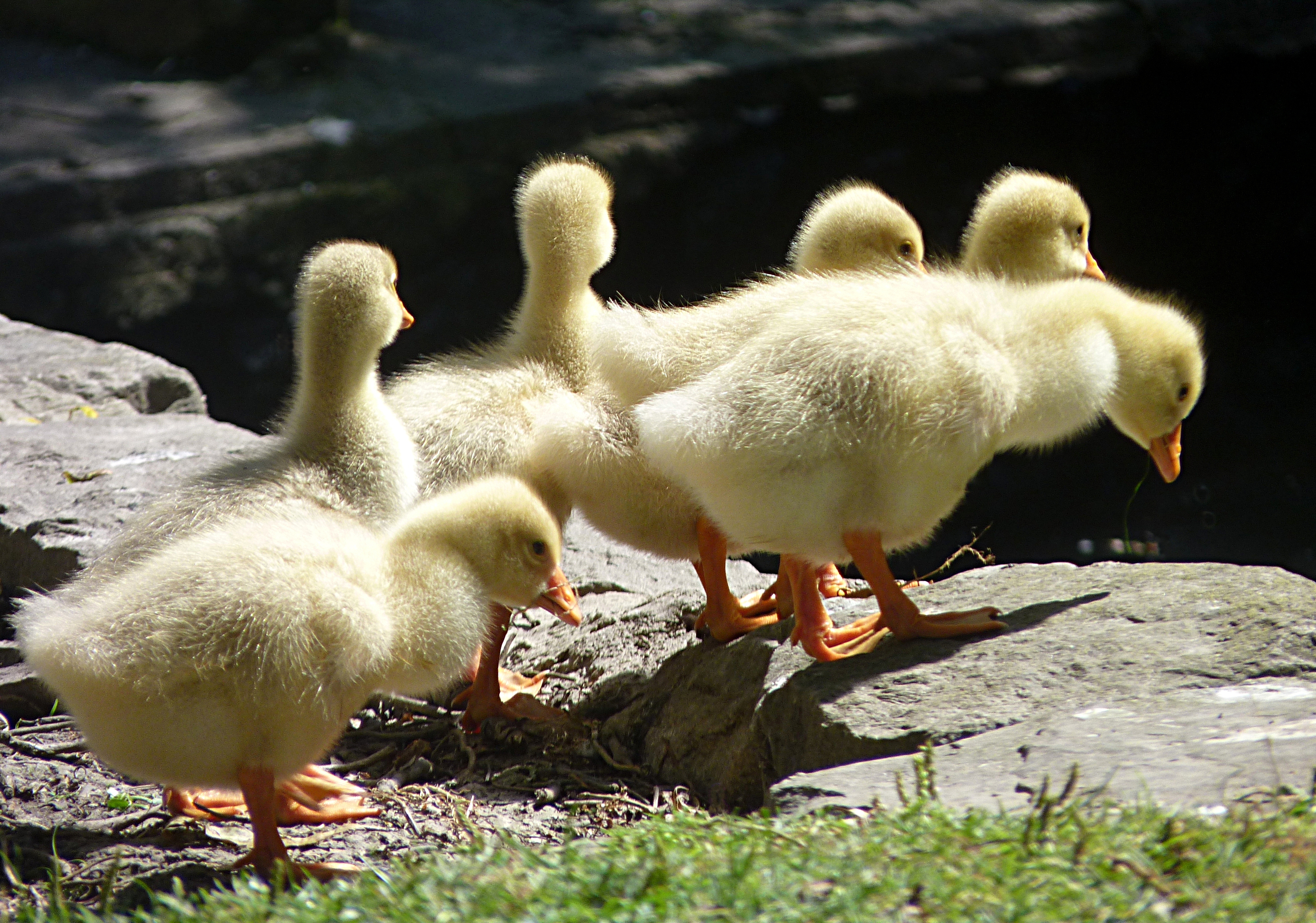
Gansinhos
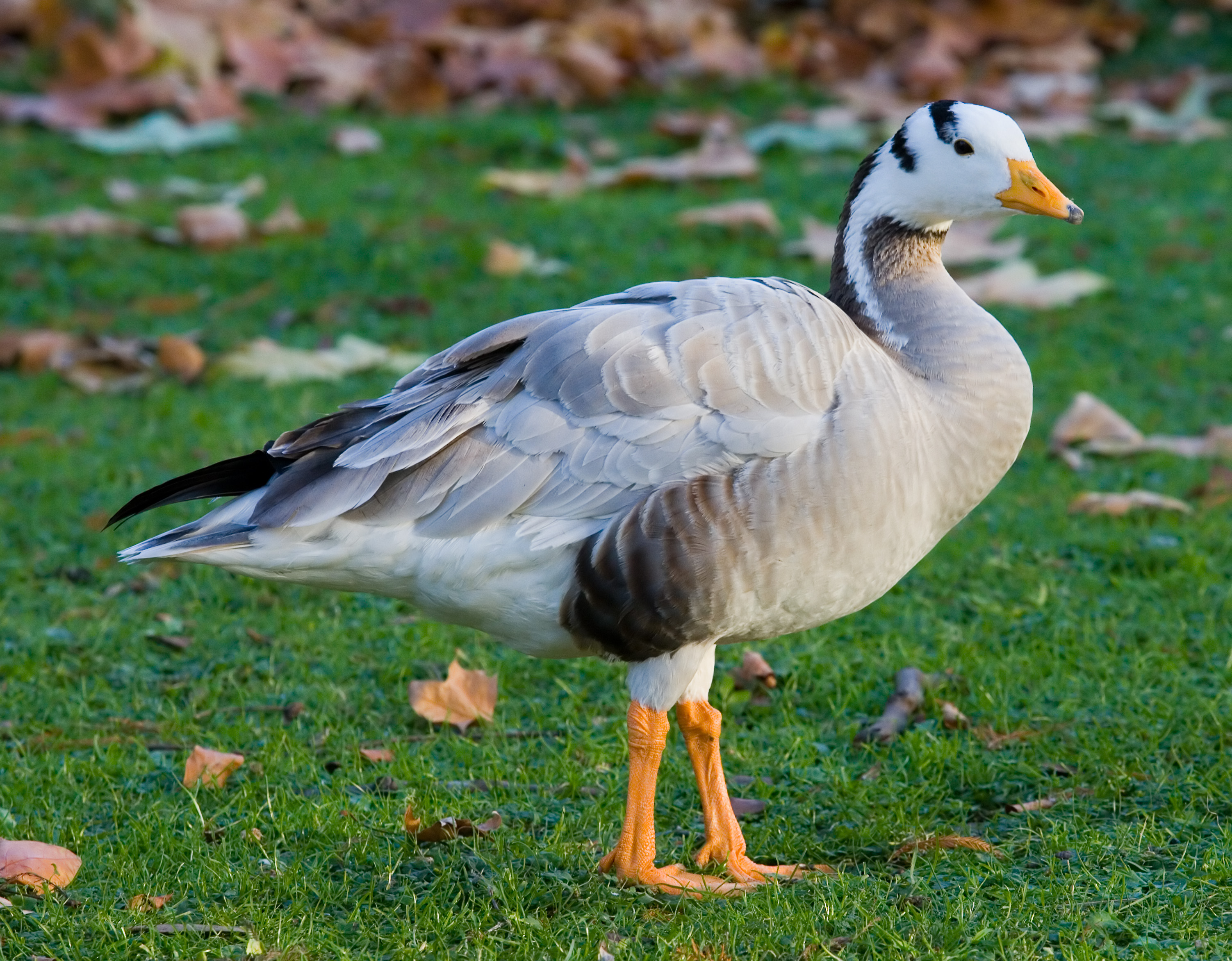
Um Ganso-de-cabeça-listada (Anser indicus)
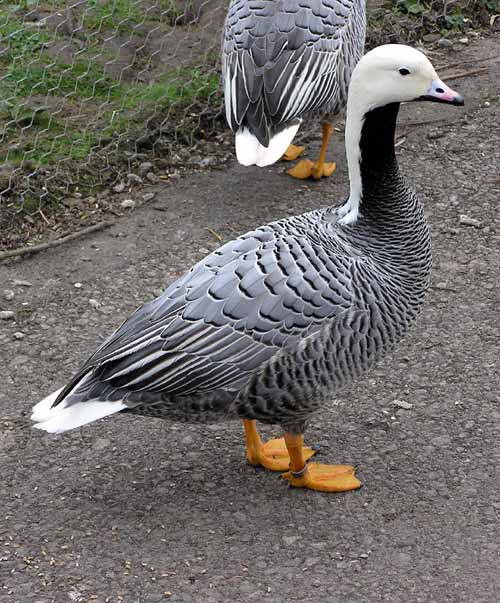
Um Ganso-Imperador(Anser canagicus)

### GêneroBranta

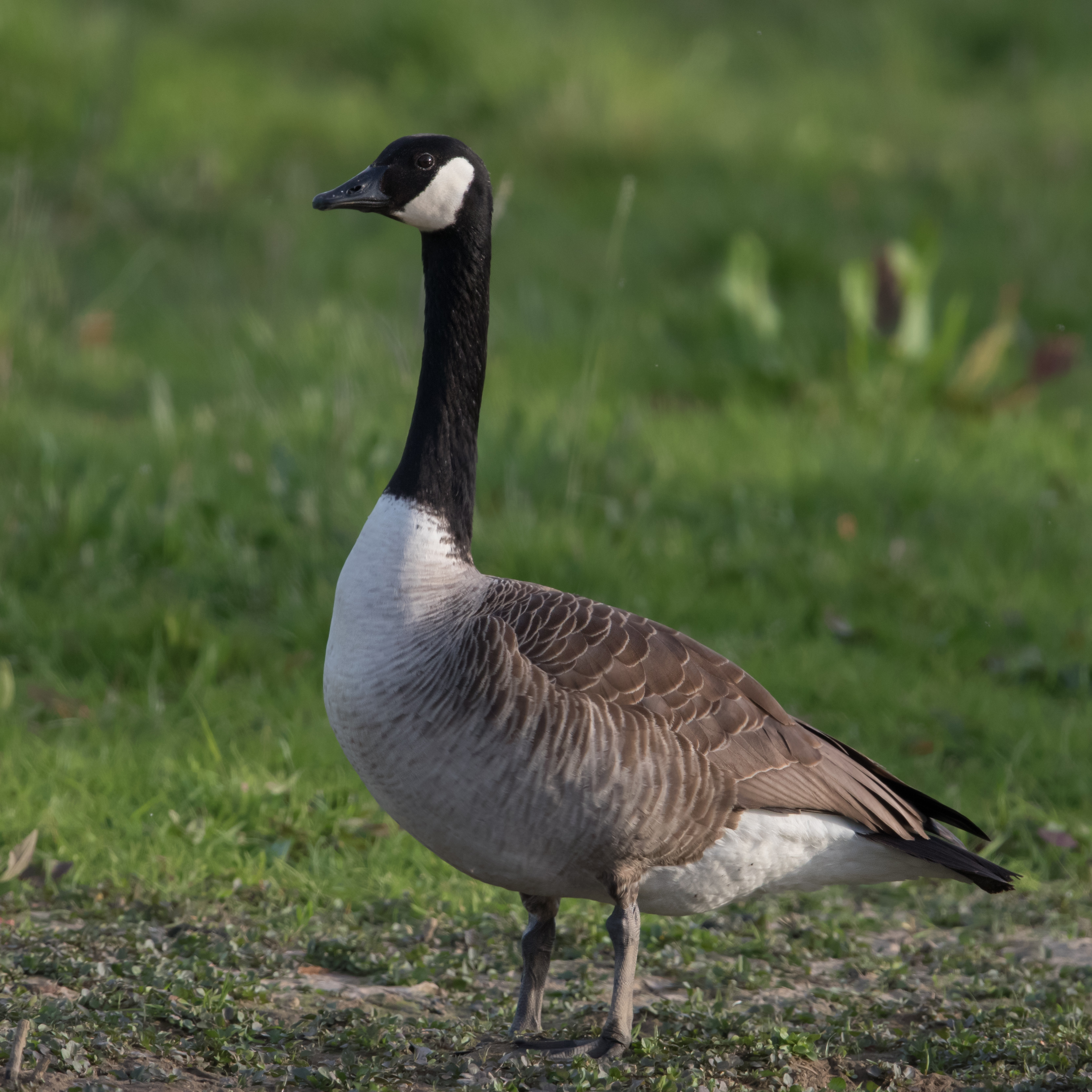
Um Ganso-canadense (Branta canadensis)
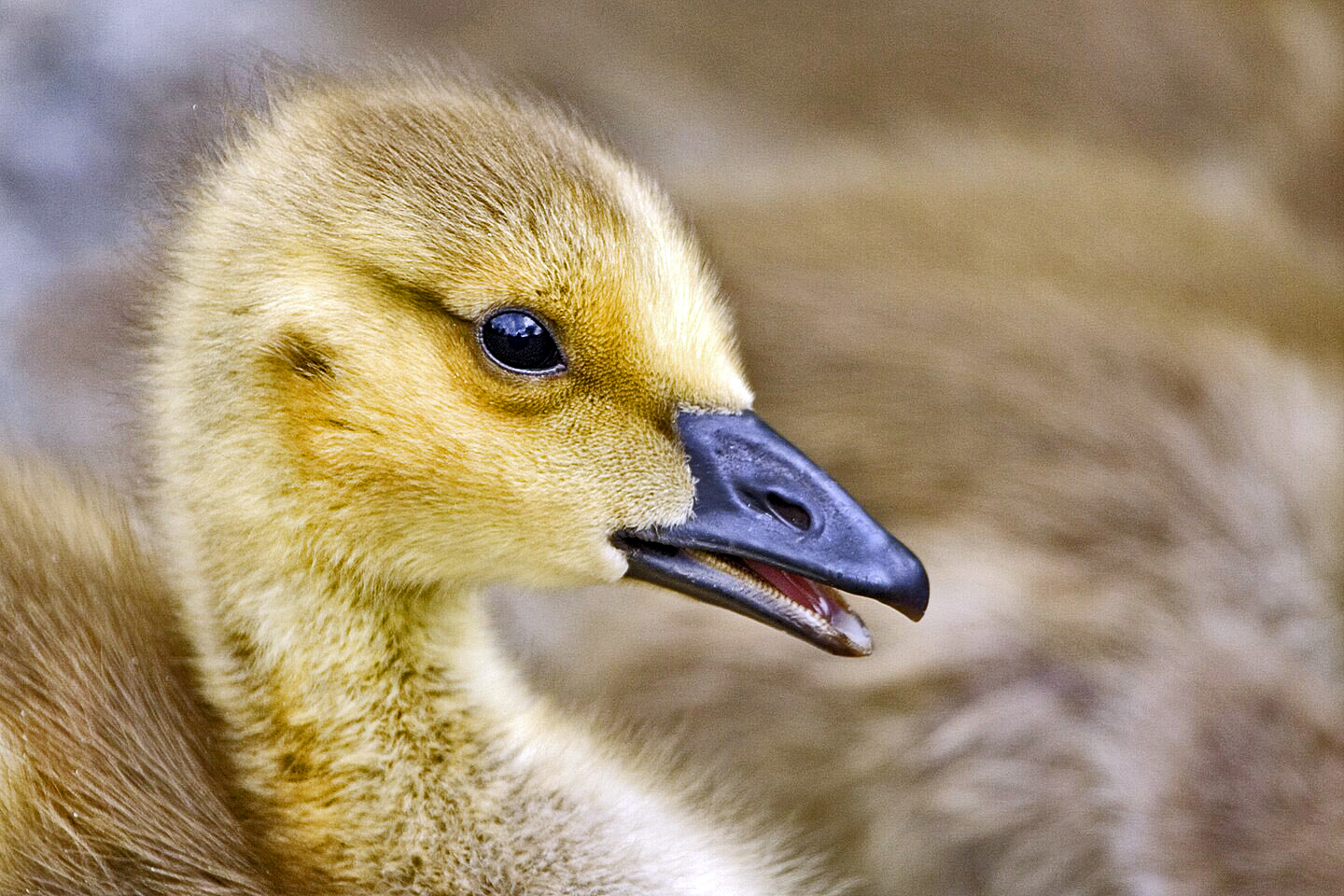
Filhote de Ganso-canadense (Branta canadensis)
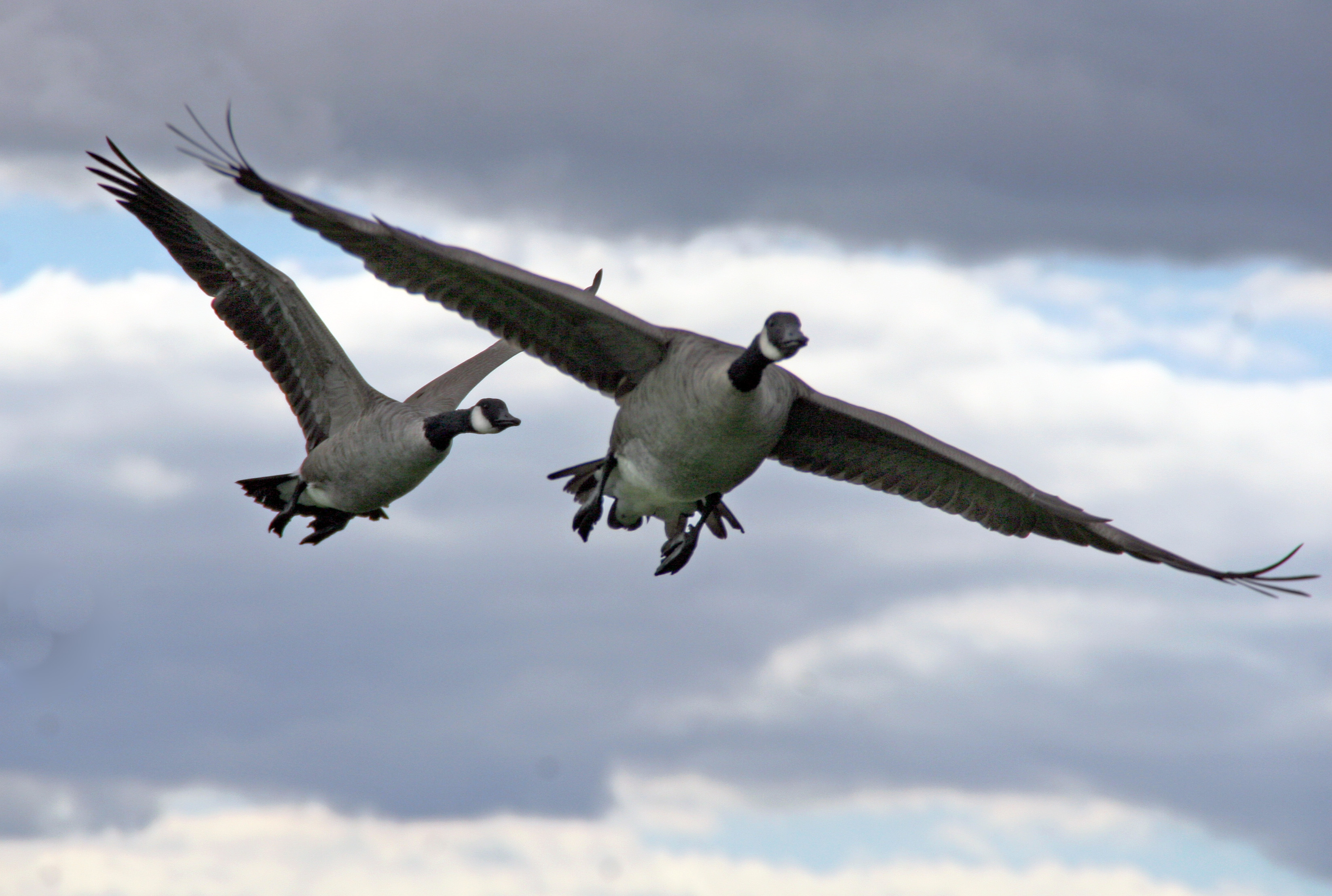
Ganso-canadense em voo.
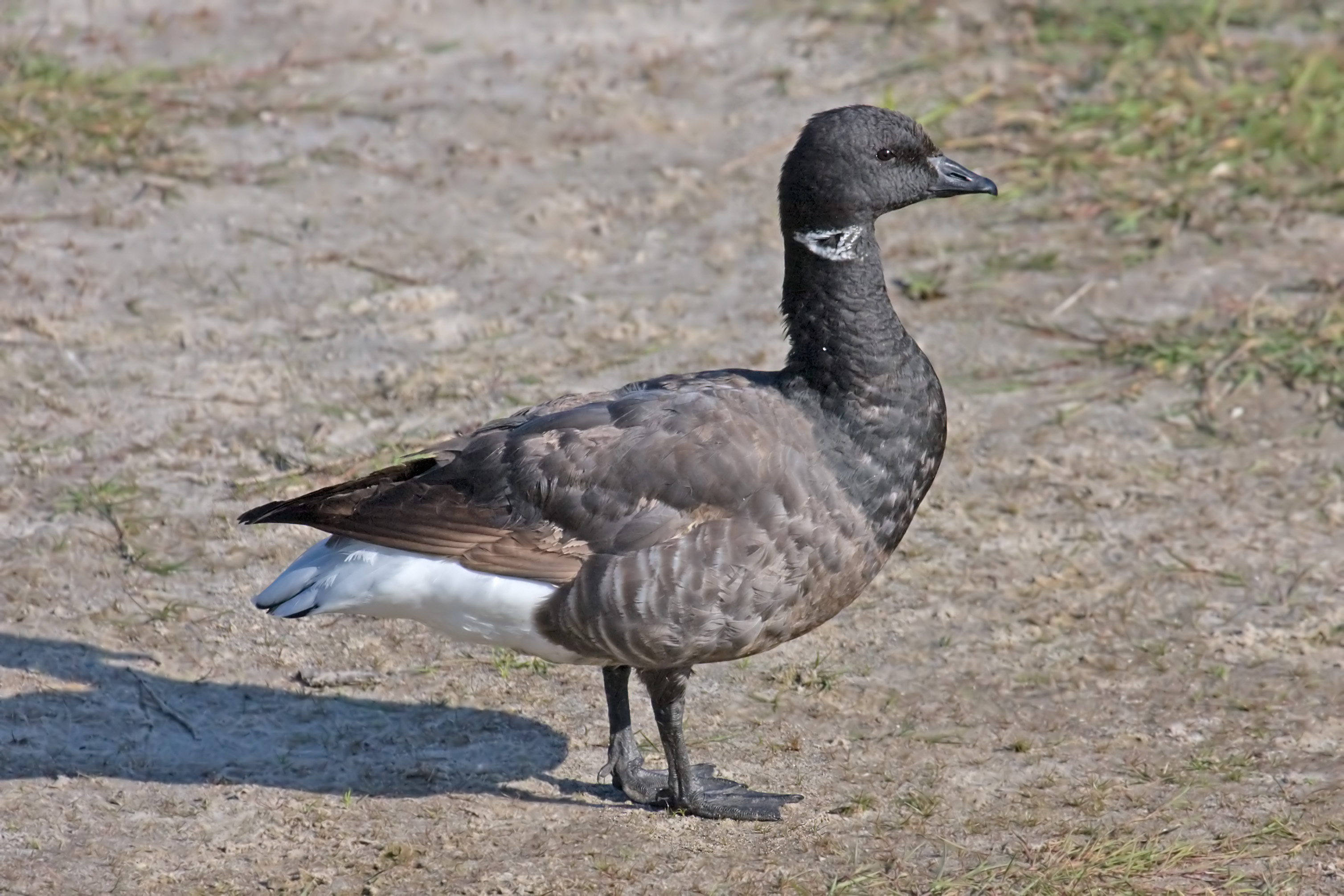
Um Ganso-de-faces-negras (Branta bernicla)
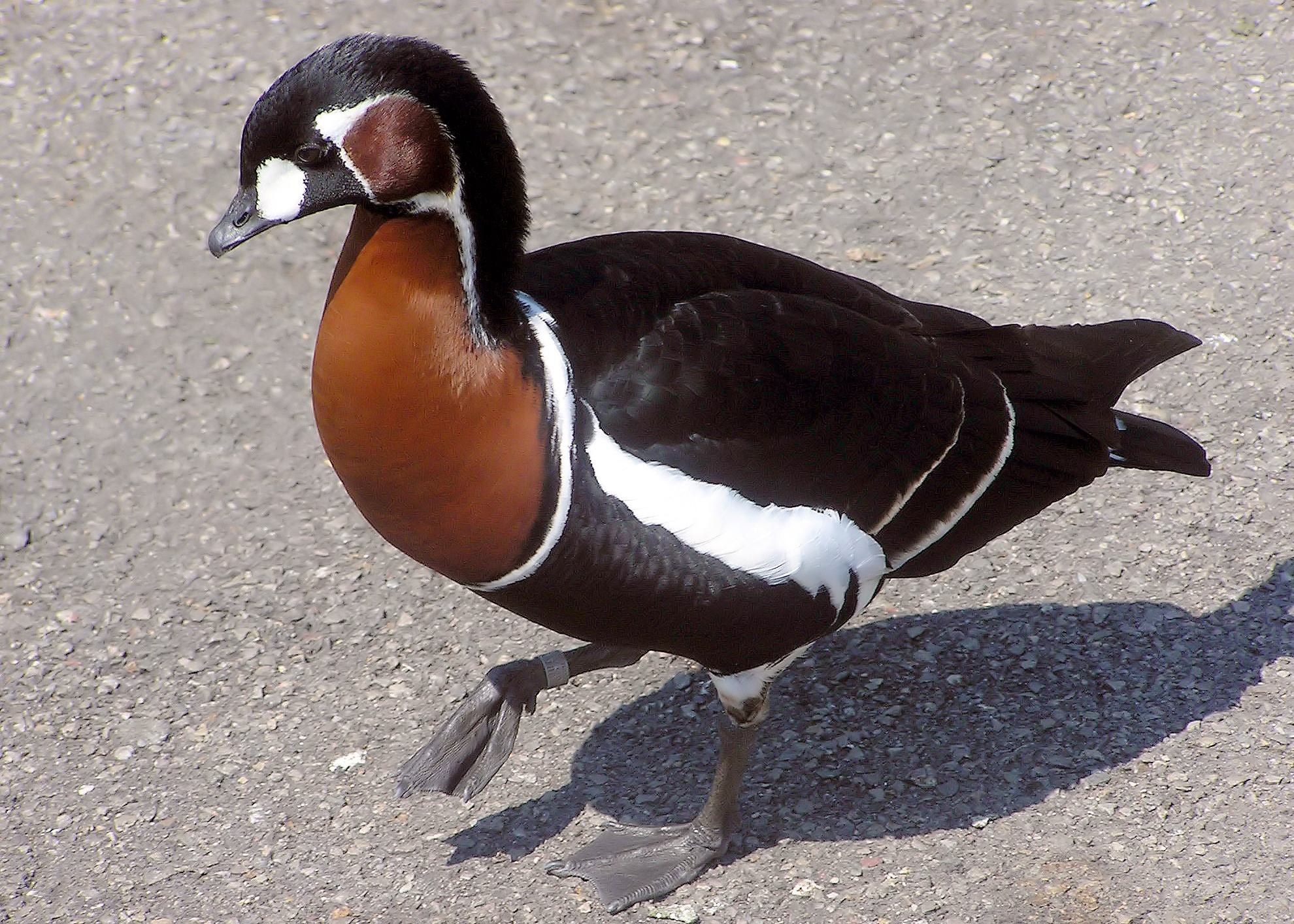
Um Ganso-de-peito-ruivo (Branta ruficollis)
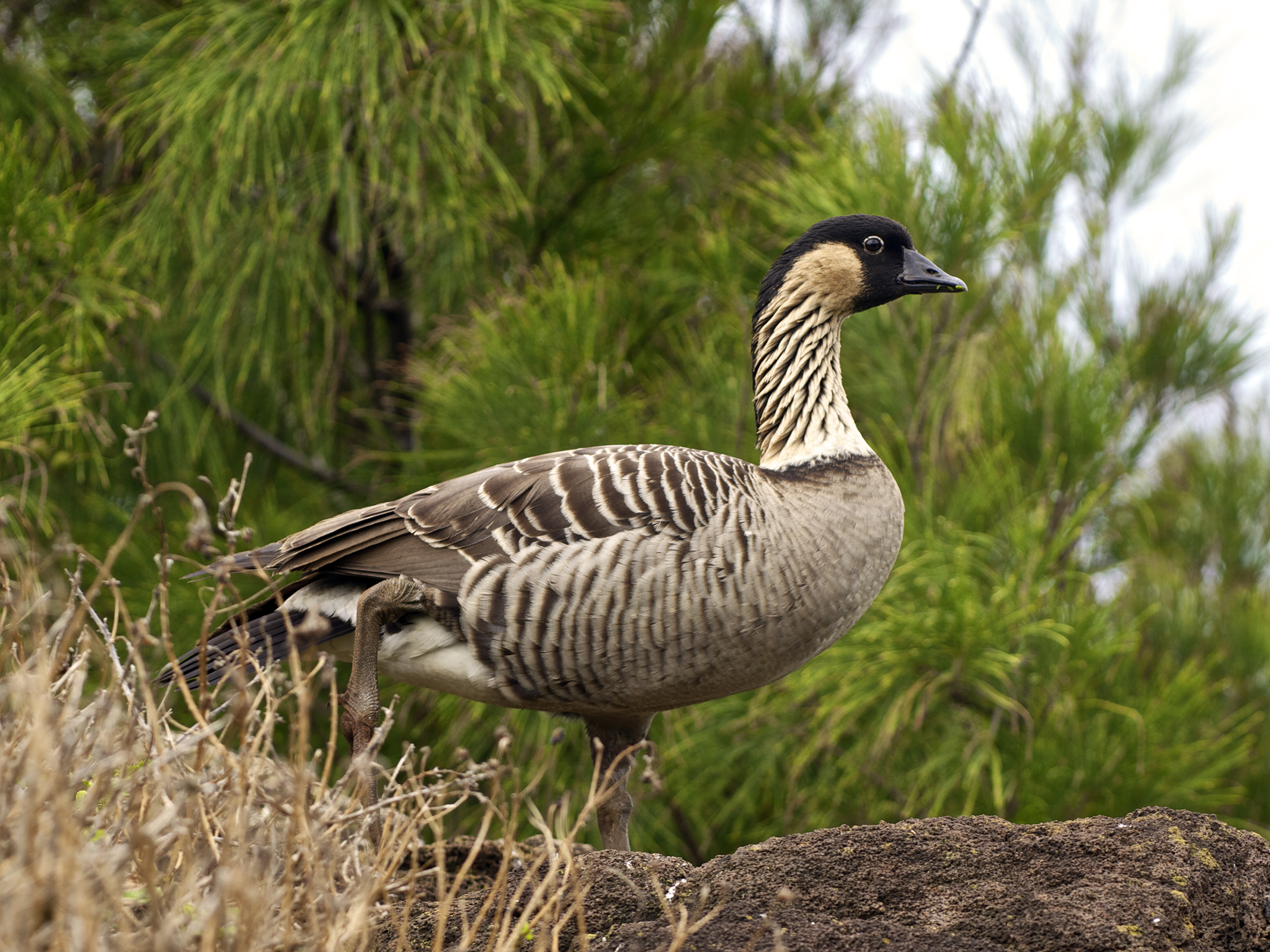
Um Ganso-do-havaí (Branta sandvicensis)